# シャドーハウス
『シャドーハウス』（SHADOWS HOUSE）は、ソウマトウによる日本の漫画。『週刊ヤングジャンプ』（集英社）にて、2018年40号より連載中。アプリ「ヤンジャン！」でカラー版が同時に配信され、韓国の「Neverbooks」シリーズではニアサイマル配信される。単行本はヤングジャンプ・コミックスより発売され、2024年6月時点の累計部数は日本国外と電子版を含めて300万部を突破している。
2025年時点で、ペースは月2連載となっている。
メディアミックスとして、テレビアニメが製作された。

## あらすじ
訪問者のない不思議な洋館「シャドーハウス」。そこには、貴族の真似事をする顔のない一族「シャドー」と、彼らに仕え「顔」役を務める「生き人形」たちが暮らしていた。
生き人形の少女・エミリコは顔のない主・ケイトの役に立とうと、日々奮闘中。
こどものシャドーは部屋から出ることが禁じられているが、エミリコは大掃除を通じて他の生き人形と交流を持ち、またケイトから多くのことを教わって成長した。そして、エミリコの前向きな明るさは、ケイトをはじめとして、かかわった人々を少しずつ変化させていく。
やがて、こどものシャドーたちがその資質を試される「お披露目」の日がやってきた。様々な試練を乗り越え、エミリコとケイトは無事「お披露目」を突破、成人したシャドーとして扱われるようになるが、同時にこの館の異質さも少しずつ明らかになっていく。
お披露目
5対が参加したお披露目は、迷路のような庭園で制限時間内に生き人形が主人を見つけて出口を目指す試験であった。エミリコは同期の信頼を得てケイトのもとにたどり着き、ケイトはすす能力を駆使して合格にすべり込むが、エドワードに目を付けられてしまう。
さらにお披露目後の珈琲でエミリコが洗脳されてしまう。ケイトはエミリコの洗脳を解き、館に反逆するために星つきを目指すことを宣言、まずジョンを仲間にする。
アニメ版の第1期は、エドワードに連れ去られたエミリコをケイトが救出するエピソードが挿入されて締めくくられた。
亡霊騒ぎ
エドワードが星つきにケイトの監視を命じる状況下で、こどもたちの棟ですすの亡霊が発生し、混乱の中で珈琲瓶が壊された。星つきは、ケイトに疑いの目をかける。ケイトは無実を証明するために犯人を捕まえることを宣言し、成し遂げる。亡霊騒ぎの犯人は、かつてエミリコが遭遇したお影様「ローブ様」であった。さらに裏では謎のアンソニーが暗躍していたことが判明する。
班長ケイト
ケイトとエミリコは班長に昇格した。エドワードはバーバラを疑い、星つきを介さないスパイとしてサラとダグラスを懐柔する。
珈琲を絶ち洗脳が薄れた好機を見て、ケイトは同期にシャドーハウスの悪事を告げ、仲間にする。エミリコは記憶を取り戻し、館入りする前にケイトと会っていたことを思い出したため、ケイトは自分の正体を告げる。
無能力者狩り
トマスがこどもたちにすす能力のことを明かしたことで、すす能力を持たないバーバラが軽んじられるようになる。さらに何者かが無能力のこどもをすすで攻撃する事件が頻発し、星つきの統治体制が揺らぎ、新たにダグラスの風紀班が台頭する。混乱の中で、ケイトとエミリコは、星つきの味方化と事件解決に奔走する。
星つきケイト
バーバラは星つきを解散し、ケイトが新たに星つきとなる。だが今度はルイーズ・ルウがお呼ばれされて、大人たちの棟に連れていかれてしまう。ケイトと新星つきは新たなお披露目に駆り出されるが、乗じてルイーズの奪還を試みる。

## 登場人物
声の項はテレビアニメ版の声優。

### 主要人物
エミリコ
声 - 篠原侑
所属 - ローズマリー班→エミリコ班の班長 / 同期 - ルウ、ショーン、ラム、リッキー
主人公の一人。お披露目の終了まではほぼエミリコの視点に限定されている。ケイトに仕えている生き人形の少女。金髪で、髪型はツーサイドアップ。
常に元気で前向き、人懐っこく天真爛漫な性格。他の生き人形や上位シャドーたちからは「お花畑」と嘲笑されることもあるが、ケイトからは「誰かといる状況をいつも楽しんでいる、そんな純粋さが味方を作る」と評されている。ケイトを敬愛し強く慕っており、彼女の役に立とうと懸命に働く。文字はまだあまり読めないが勉強中。丈夫な身体を持ち、運動神経が良い。掃除とお裁縫が得意。食いしん坊で大好物はパン。好奇心が旺盛であり、とっさの機転や発想力に優れ、人並外れた体力と運動能力を持つ。
お披露目ですす入りコーヒーを飲んだ後はシャドー家への忠誠心に支配されていたが、ケイトの尽力で正気に戻り、ともにシャドー家の秘密を追う。洗脳がとけてからは、館に入る前の記憶を少しずつ思い出していく。
清掃班の再編成で班長に任命され、姉妹を失ったベルが心を開いてくれるよう奮闘する。
生き人形になる前は、各地を巡業するサーカスで生活する孤児であり、名前も付けられないまま「雑用」「綱渡り」と呼ばれ、団員見習い兼下働きとして使われる存在だった。サーカスがミラーサイドに訪れた際、「雑用」は偶然の成り行きから「顔なし妖精ケイト」（＝ケイト・ミラー）、そしてジョン（人間ジョン＝生き人形ショーン）らミラーサイドの子供たちと出会う。彼女の境遇を聞いて憤慨した子供たちからともにシャドーハウスで働こうと誘われ、ケイトの名前を借りて選別会に紛れ込むことでシャドーハウス入りし、珈琲を飲まされて記憶を失った。
ケイト・シャドー/ケイト・ミラー
声 - 鬼頭明里
煤量 - 多い / 同期 - ルイーズ、ジョン、シャーリー、パトリック
主人公の一人。エミリコの主であるシャドーの少女。負の感情を覚えると頭からまっすぐすすが上る。髪型はツーサイドアップ。マリーローズからは『麗しの薔薇』と呼ばれている。
通常、シャドーは専属の生き人形に対し、自分の名前に近いもの（基本的には愛称）を呼び名として与えるが、ケイトはエミリコの「個」を尊重したいという思いから、特別な名前を付けた。また、エミリコのために自分の食事を分け与え、文字の読み書きを教え、体調を気遣って部屋の掃除を分担するなど、従者思いの良き主人である。
気品に満ちた淑女だが、激しい怒りや不安を抑えきれず、取り乱す場面もある。また、賢く思慮深い一方で猪突猛進型でもあり、無遠慮なジョンからは「こうと決めたら話を聞かないで突っ走る」と評され、その後自分でも「結果を急ぎすぎて周りが見えなくなることがある」と認めている。
シャドーハウスの在り方に疑問を持ち、他のシャドーが崇拝し忠誠を誓う「偉大なるおじい様」に対しても、明確な反抗心を抱いている。お披露目後には、洗脳状態のエミリコを必死の努力で正気に戻すとともに、改めてシャドー家に対する抵抗を決意。こどもたちとそれぞれの生き人形の開放を誓う。
成人試験である「お披露目」以前から、すでにすす能力に目覚めていた。すす能力はすすを介しての物体の操作で、遠くのものを移動させたり、自分のすすが入った鳥のぬいぐるみを宙に飛ばせたり、脚に絡みつかせることでダンスのステップをフォローしたりできる。また、すす自体を翼や縄のかたちに固めて滑空や拘束ができるなど、応用範囲が広い。
亡霊騒ぎの解決に大きく貢献したことで、バーバラから班長に任命される。無能力者狩り事件を解決したことで、こどもたちから新たな星つきに認められる。
その正体は、ミラーサイドを領地に持つ、ミラーハウスに住まう貴族、ミラー家の生き残り。
遡ることおよそ63年前、ミラー家の令嬢キャサリン・ミラーは、懐妊祝いにモーフという不思議な妖精をペットとして贈られた。しかしそれ以降、謎の奇病により一族は次々に斃れ、さらに、いつの間にか数を増やしていたモーフが一斉に人々を襲い始める。キャサリンは侍女エミリーの手引きで辛くも館を脱出するが、追ってきたモーフに襲われ、黒い繭に包みこまれる。エミリーは必死に繭を引きちぎってキャサリンを救出するが、やがてキャサリンの全身はモーフのように真っ黒になり、全く動かなくなってしまう。エミリーにかくまわれ、世間から身を潜めたキャサリンは、それから50年もの月日を経た後女児を出産。侍女は女児に母親の名を借りて「ケイト」と名付けた。
その後、間もなくキャサリンは死亡し、ケイトはエミリーを祖母として育っていく。幼いころは普通の娘と変わらなかったケイトだが、やがて指先から変化が始まり、12歳を過ぎるころには全身が黒色に染まり、煤を吹き出すようになってしまう。その時初めてエミリーから出生の秘密を打ち明けられたケイトは、一時は自分の身を嘆いて自暴自棄に陥るが、自身が何者かを知りたいと決意し、13歳の誕生日に家を出た。
ミラーサイドのある島を訪れたケイトは、島の奇妙な支配体制や住民たちの異様なふるまいに衝撃を受け、ミラーハウスが今ではシャドーハウスと呼ばれていることを知る。そして辿り着いたミラーサイドで村人たちがモーフを館に献上していることや選別会の情報を聞きこんだ彼女は、偶然出会ったサーカスの「雑用」に手助けされ、モーフに扮してシャドーハウスに潜入。そこで生き人形とされた「雑用」に再会し、彼女を模倣したシャドーのふりをしたことで、結果的にシャドーハウス内でも本名である「ケイト」を名乗ることになった。

### 「こどもたちの棟」の住人

#### 「こどもたちの棟」の生き人形
ミア
声 - 大西沙織
所属 - ローズマリー班→エミリコ班 / 同期 - ダグ
サラの生き人形。元気で明るく、おしゃべりな性格。ケイトの部屋の真上に住んでおり、エミリコが屋敷で初めて見た自分以外の生き人形。
エミリコにも好意的に接して面倒を見ているが、サラからはそのことをあまりよく思われていない。生みだされた時から文字が読めるなど、優秀であると自負しているが、その分星つきを目指しているサラからプレッシャーを掛けられている。サラの顔としてふるまう際は主人の表情はもちろん、動きまで完璧に真似る。体にはサラからの折檻による多くの傷がある。
班の再編成でケイトが新班長に任命されたため、期待していた清掃班班長の役職をエミリコに奪われる形となったことから、エミリコに辛辣な態度で接するようになる。その後はサラと共にエドワードの手下として暗躍している。
ローズマリー
声 - 中原麻衣
所属 - ローズマリー班の班長 / 同期 - バービー
ローズマリー班の班長で、マリーローズの生き人形。あだ名は主人と同じく「ローズ」。こどもたちの棟では最年長。ふんわりおっとりとした性格。心優しいが、バービーからの評価は今一つで「ぼんくら」呼ばわりされている。主人のマリーローズとは相性が良いようで、舞台俳優の男役のような振る舞いをする主人に合わせて女性役のように振る舞ったり、女性パートのダンスを踊る。
こびりつきの掃除の際、エミリコを庇い憑りつかれるがエミリコの機転により助けられる。54話で再びすす病になり、亡霊騒ぎを引き起こすが、これは館を脱出する機会を探るための時間稼ぎだった。
亡霊騒ぎの犯人としてケイト達に捕らえられ、星つきからエドワードに引き渡されるが、マリーローズと共に策を講じ、栄光の廊下から身を投げた。
ルウ
声 - 佐倉綾音
所属 - ローズマリー班→エミリコ班 / 同期 - エミリコ、ショーン、リッキー、ラム
ルイーズの生き人形。毛先がカールした赤毛のボブカットが特徴。非常に可憐な顔立ちをしているが、口数が少なく無表情。
一から十までルイーズに従うことが役目だと信じているため、自分で何かを選ぶことが苦手。しかし、それが生き人形として模範的な振る舞いに繋がっている。優れた観察力を持ち、また自分の主人が自分の容姿などを溺愛していることをよく心得ており、お披露目でもそれが功を奏することとなった。反面自分自身については無頓着なところがある。
お披露目後はルイーズの気遣いに加え、マリーローズやケイトたちの活躍で洗脳が薄まり、次第に人間らしさを取り戻し、同期や主人に笑顔を見せるようになっている。ケイトからはシャドーと顔の関係を踏まえ「ルウのかわいらしいところはルイーズに写っていると思う」と評された。
故郷であるミラーサイドの学校では、ジョン（ショーン）に続いて優秀であることを誉められていた。また、パトリック（リッキー）を誘い、サーカス見物に連れ出すという積極的な一面を見せている。
館においてもリッキーとは互いに好意を抱いている様子が度々描かれていたがお呼ばれが決定してしまう。
ショーン
声 - 酒井広大
所属 - ビリー班 / 同期 - エミリコ、ルウ、ラム、リッキー
ジョンの生き人形。ベリーショートの黒髪が特徴の少年。
主人に忠実であることを第一に考えているが、反面融通が利かず頑固な部分がある。本来は眼鏡が必要なほどの近眼だが、自らの意志でジョンに合わせて裸眼にしている。普段は冷静で理知的にふるまっているものの、実際には優しく正義感の強い性格で、エミリコを理不尽な理由で折檻しようとしたバービーの邪魔をしたこともある。また、このときバービーに媚びを売ろうとしたリッキーから殴られ「うちの班の面汚し」呼ばわりされて以来、ショーン自身の口の悪さも災いして、彼とは何かと反発しあう仲である。ケイトからは「冷静に見えて直情的なところがある」と評された。
知識が豊富で力が強く、亡霊騒ぎの際にはベンジャミンに続いてこびりつきたちを破壊する活躍を見せた。聴覚と嗅覚にも優れ、香水と花の香りの違いをかぎ分けたことがローブ様の正体を見破るきっかけとなっている。
お披露目の直後、特別な珈琲により再洗脳されるが、ケイトからの手紙で事態を知ったジョンの拳により感情を引き出され、正気に返った。
故郷であるミラーサイドの学校では上級クラスの首席であり、選別会にぎりぎりの年齢まで参加しなかったのは、幼い妹と弟の面倒を見るためであった。パトリック（リッキー）との仲の悪さはこの頃からであり、シャーリー（ラム）は「二人はよく喧嘩しては学校の先生に怒られていた」と回想している。
ラム
声 - 下地紫野
所属 - ベル班 / 同期 - エミリコ、ルウ、ショーン、リッキー
シャーリーの生き人形。カールした黒い短髪の少女。自分に自信がなく、引っ込み思案で人見知りが激しい性格。その性格故に主人のシャーリーと会話をしたことが無く、おやすみのキスもしていなかった。また班のメンバーからは「無能」と呼ばれいじめを受けていたが、実は計算能力に優れ、一度見たものを忘れない記憶力を持つ。ケイトからは、主人であるシャーリーが得た人格を根拠に「意外とおちゃめだったりしてね」と評されている。
リボンをつけた左手の人指し指をラミーと名付けて自問自答をする癖があり、自分の「ラム」という名前も、喋ることの無いシャーリーに代わりラミーが名付けたものだと発言している。
お披露目ではエミリコ・ショーンと途中まで共に行動し、シャーリーとも初めて会話できたが、人格を形成しきれなかったシャーリーはゴールを目前に消滅してしまった。
主人を失い、お披露目不合格となったことで顔の見えない人形に落とされる。ラミーのリボンもエドワードに奪われ、引き裂かれてしまったが、モーフに戻り変身能力が開花したシャーリーと再会、彼女がリボンのように指に巻き付くことで、心の中で会話ができるようになる。記憶をリセットするために与えられる特別な珈琲も、シャーリーが口の中に潜んで代わりに飲むことで、洗脳を免れていた。
その後は同期たちとの再会を信じて、主人とともに秘かに情報収集を続けていた。念願かなって合流を果たしてからは、人見知りの癖は治らないものの、主従ともに姿を見せず活動できる点を活かし、情報戦で仲間を有利に導く。
故郷であるミラーサイドの学校では、校長から「勉強はできるのだから自信を持つように」と言葉を懸けられている。本人は村のドレス工房で働くことを望んでおり、自分の性格はシャドーハウスで働くには向いていないと考えていたが、その一方で村の外の世界への興味を抱いており、ショーンの勧めもあって選別会に臨むことになった。
リッキー
声 - 川島零士
所属 - ビリー班 / 同期 - エミリコ、ルウ、ショーン、ラム
パトリックの生き人形。金髪をオールバックにした少年。強気な自信家だが、ケイトからは「強がっているけど結構優しいんじゃない？」と評されている。ショーンと同じ班だがショーンとは犬猿の仲。
パトリックに献身的に仕えているが、リッキーの方が賢いため、結果的にパトリックを先導していることが多い。
お披露目では途中までルウと行動を共にし、以来互いに相手を意識する様子が度々描写されている。自身が命の危機に陥った時には、パトリックの事を「繊細な方」と語り、ジョンとショーンにその後を託そうとするなど、主人思いである。
マリーローズとケイトたちの活躍で洗脳が薄まり、自身が人間であることに気付くが、同時に主人パトリックを含むすべてのシャドーが敵ではないのかと疑いパニックに陥る。しかしそんな自分を気遣い、かばってくれたパトリックの優しさにふれて冷静さを取り戻した。
故郷であるミラーサイドの学校では、何事にも生真面目に取り組む生徒であったが、主席のジョン（ショーン）をライバル視してつっかかるという負けず嫌いな部分を見せた。一方、サーカスの「雑用（エミリコ）」から事情を聴いた時には、持ち前の優しさから誰よりも憤慨し、真っ先に選別会への参加を持ち出している。
双子のベル
声 - 大久保瑠美
所属 - ベル班の班長→エミリコ班の班員 / 同期 - 自分たち
イザベル＆ミラベルの生き人形。瓜二つの姿をした双子の少女。ゆるくウェーブした金褐色のロングヘアを二つに結っている。
二人とも同じ名前で、どちらも意地の悪い性格。二人で一つとみなされており、一人分の仕事しか与えられておらず、班長と言う立場を利用して班員にばかり働かせ、スージーから許可を得ているからとサロンの菓子をつまみ食いするなど気ままにふるまい、サラからは暇を利用して星付きに媚びを売っていると陰口されていた。
広間での亡霊騒ぎが収まりかけた時、スージーからの命令に反して珈琲の瓶を割り、自分たちの意思ではないと抗弁するが認められず、主人のイザベル・ミラベルと共にすす管の清掃という罰を受ける。すす病を発症しては過酷な治療を受け続ける繰り返しで次第に衰弱。すす管清掃の終了を言い渡された日に、片方のベルが息を引き取った。
片方の人形（実際には双子の姉妹）を失ったショックは大きく、すす管清掃の恐怖がトラウマとなって通常の清掃に出られず、一時はバーバラから処分を検討されるほどだった。加えてイザベル・ミラベルが互いに「顔」を譲ろうとしないため情緒不安定な様子が続いていたが、ケイトの指導をバーバラが追認したことで、一体でイザベル・ミラベル両方の顔を務めることが決定し、以降は落ち着きを見せている。
ダグ
声 - 田丸篤志
所属 - ダグ班の班長 / 同期 - ミア
ダグラスの生き人形。ラウンドカットの前髪が特徴の少年。権力者であるバービーには媚びを売り、飛んできたこびりつきをミアを盾にすることで防ぐなど、生き人形としては要領が良く、人間としては卑劣な性格。2度目の亡霊騒ぎの際、スージーとバービーの指示通りに動いたことで評価を得た。
主人の「髪を乱すな」という命令を忠実に守り、頻繁に櫛を使って髪を梳かしたり、定規を使って正確に前髪を切りそろえたりしている。
ヴィクター
声 - 沢城千春
所属 - ヴィクター班の班長 / 同期 - ビリー、ハンク
ケヴィンの生き人形。黒髪のくせ毛が特徴の少年。2度目の亡霊騒ぎが起きた際、こびりつきに憑りつかれエミリコに襲い掛かった。重症のすす病になるが、ローズマリーより早く復帰した。
マギー
所属 - ベル班→リズ班 / 同期 - ピーターの生き人形
マーガレットの生き人形。カチューシャで前髪を上げ額を出したスタイルが特徴。双子のベルが班長だった際は、2人から仕事を押し付けられ、根に持っていた。
主人のマーガレットが抱える悩みは自分のせいだと考え、罪悪感を抱えていたが……
リズ
声 - 菅野真衣
所属 - ロレッタの生き人形班→リズ班の班長→救護班見習い / 同期 - 男子が2人
エリザベスの生き人形。ウェーブが掛かった黒髪が特徴。2度目の亡霊騒ぎですす病になっていた。亡霊騒ぎの後、ベルがエミリコ班に移動したため別の班から新しい班長に選ばれた。生き人形の数が足りない班でもきちんと班活動をこなしている様子。
ギルバート・ギル組が救護班から脱退したためロレッタ・ローラ組と共に新米救護班員となる。悪い気はしていないらしい。
ローラ
所属 - ローラ班の班長→救護班見習い/同期 - ロバートの生き人形
ロレッタの生き人形。ギルバート・ギル組が救護班から脱退したためエリザベス・リズ組と共に新米救護班員となる。そのことについて悪い気はしていない。
オスカル
所属 - 不明/同期 - マーチ、ルル、キャンディ、ダン
オスカーの生き人形の新人。シャドーハウスヒル出身。声が大きく、お披露目ではダグラスと共にそれぞれの主人の様子を実況していた。
マーチ
所属 - 不明/同期 - オスカル、ルル、ダン、キャンディ
マチルダの生き人形の新人。おっとりしている。手先が器用。マチルダの煤量が少ないため、紅茶缶に入れたすすを常に持ち運んでいる。
ルル
所属 - 不明/同期 - オスカル、マーチ、ダン、キャンディ
ロロルの生き人形の新人。黒髪のロングヘアが特徴の少女。主人であるロロルに対して非常に過保護。
ダン
所属 - 不明/同期 - オスカル、マーチ、ルル、キャンディ
ダニーの生き人形の新人。利口ではない。
キャンディ
所属 - 不明/同期 - オスカル、マーチ、ルル、ダン
ステラの生き人形の新人。黒髪の三つ編みのツインテールが特徴。一人称は「あたい」。普段はしおらしい性格だが本来は気が強く、主人であるステラを逆に導いている。元々はエミリコと同じサーカス団出身で花形の役者であり、エミリコからは「師匠」と呼ばれ、慕われていた。小柄で童顔だが実年齢はなんと30歳。サーカス団を離れた後、とある村の夫妻の養子になり、年齢を偽って選別会に参加した。

#### 「こどもたちの棟」のシャドー
ジョン
声 - 酒井広大
煤量 - 多い / 同期 - ケイト、ルイーズ、パトリック、シャーリー
ショーンの主人。すすは火花が散るように出る。
「顔」であるショーンが冷静で理知的であるのに対し、主人である本人は情熱家で行動的な気性であり、エドワードからは「煤量は期待を上回るが顔との性格がちぐはぐ」と評された。
自由奔放で強引なまでの行動力を持ち、頭を使うことは苦手だが勘働きは鋭く、しばしば周囲の思惑を超えた活躍を見せる。
近眼のショーンが気兼ねなく眼鏡をかけられるようにと、伊達眼鏡を着用してみせるなど良き主人であり、またショーンには自分の意思をしっかりと持ってほしい、と考えている。
独特の言い回しや、緊張すると大言壮語を吐く、頓珍漢な受け答えをしてしまうという悪癖がある。
ケイトからの手紙でショーンが洗脳されていることを知り、原作では自分に「シャドーハウスは絶対です」と詰め寄るショーンを振り切るため、アニメ版ではエミリコへの思いやりを失ったショーンへの怒りから拳を振るい、殴り合いによってショーンの反抗心を引き出すことで、彼に自我を取り戻させた。
お披露目で力があり余りすぎて、大岩をも一撃で破壊する「すす能力」が開花。ジェレマイアの「蜘蛛手」に影響を受け、この能力に「ジョンパンチ」と名付けた。
シャーリー
声 - 下地紫野
煤量 - かなり少ない / 同期 - ケイト、ジョン、ルイーズ、パトリック
ラムの主人。ラムと同じように左手にリボンを付けている。
言葉を発さない、すすを出すことが殆ど無いなど、感情が全く読み取れず、お世話も食事もほとんど必要無い。エドワードからは「生命力が弱く、人格も未習得で命が尽きようとしていた」と分析されている。一方、アニメのPVではケイトから「強い意志を感じる」と評されていた。
お披露目ではダンスによって初めてラムとふれあい人格が萌芽するが、ゴール間近で力尽き消滅した。しかし実際にはシャドーとしての形を保てなくなったものの、ラムの手のひらに乗るほど小さなモーフとなって生き延びていた。同時に人格とすす能力を獲得し、言わばモーフの姿を持つシャドーとなる。以降は感情表現が豊かで行動的な性格となり、ラムを洗脳から守りつつ独自にシャドーハウスの謎を探っていた。
すす能力は、自分のすすを纏っての変身。この能力と小さな体を駆使して、一体化の秘密や顔の見えない人形のダミーなどの館の秘密を調べていた。その過程でエミリコとショーンが洗脳を解いていることにも気付いており、エミリコの洗脳が解けた日はケイトの部屋に潜んで様子を伺っていた。モーフの姿では話をする事ができないが、リボンに変身してラムの指に巻きついている時だけは心の中で会話ができる。
アニメではモーフの姿に戻った後も、左手に着けていたリボンを頭に着けている。
パトリック
声 - 川島零士
煤量 - 少ない / 同期 - ケイト、ジョン、ルイーズ、シャーリー
リッキーの主人。すすは薄く広がるように出る。
当初は優秀な貴族であろうとするあまり、常に強気で高慢な態度をとっていたものの、まだ幼く行動が伴わない部分があった。プライドが高い一方、繊細で傷つきやすい性格で、リッキーを頼りにしている。ケイトからは「高慢だけど義理堅いところがある」と評された。
お披露目の庭園でエミリコに励まされ、彼女に好意を抱くようになるが、シャドーとしての立場を踏まえ感情をひた隠しにしている。
マーガレットから無能力者であることの不安を打ち明けられたときには「弱いものを狙うやつは許さない！」と即座に返答するなど、損得を離れた純粋な優しさを持つ人物であり、リッキーからは気高さや高潔さを敬愛されている。
同期の中では、ケイトと対等に意見をぶつけ合うことができる唯一の人物であり、それぞれのスケジュールを調整して落ち合う時間を作るなど、実務能力に優れる。
「すす能力」が覚醒しておらず、それを引け目に感じつつも自力で克服したいと考えている。
ケイト不在のおりに一時的に星つき役を任され、すすツタ事件に立ち会う。
ルイーズ
声 - 佐倉綾音
煤量 - 普通 / 同期 - ケイト、ジョン、パトリック、シャーリー
ルウの主人。すすはカーブを描くように出る。無口なルウとは反対に、お喋りで遠慮をしない性格で、楽しいことが大好き。マリーローズから『咲き誇るガーベラ』と呼ばれている。
自分自身と、自身の「顔」を心の底から愛しているナルシストで、反面、自分への好意には無頓着。大切な「顔」であるルウに対しても、容姿についてはこだわるものの、当初は遠慮なくこき使っていた。ただしこれは"生き人形"の正体を知らなかったことに加え、ルウの自己主張しない性格も原因であり、ベンジャミンから助言を受けて後は、一緒に休憩をとるなどルウの体調を気遣っている。
自分とルウの魅力を自覚しており、頭の回転も速い。ケイトに情報収集を頼まれた際には、可愛らしい態度や表情で先輩のこどもシャドーたちを男女問わず魅了し、瞬く間に役目を終えて見せた。努力家でもあり、ベンジャミンからトレーニングの効用を聞かされると、ルウとともに熱心に取り組み、美貌のレベルアップとともにジョンを投げ飛ばすほどの腕力を身につけ、咄嗟の判断で彼を窮地から救った。こうしたルイーズの気性を、ケイトは「協調性はないが自分のために頑張る、悪意も裏表もない」と分析し、ショーンは「自由奔放のようでルールは破らないのがすごいところ」と評している。
生き人形の精神に干渉することができる「すす能力」を持ち、無自覚のうちにルウの忠誠心や感情を操っていた。後には感情表現を豊かにして、より魅力的な表情を作れるようになっている。
サラ
声 - 大西沙織
煤量 - 多い / 同期 - ダグラス
ミアの主人。すす能力は覚醒していない。
エリート願望が強く、星つきを目指している。嫌味が先に立つ慇懃無礼な口調から、マリーローズには『棘だらけのアザミ』に例えられた。
嫉妬深く独占欲が強い性格で、ミアがエミリコの面倒をよく見ていることに腹を立ててミアの部屋を荒らす、体罰を加えるといった描写がある。
「お披露目」前のケイトとエミリコが偶然の成り行きから出会い、初めて言葉を交わしたシャドー。ケイトが「お披露目前のシャドーは部屋から出てはいけない」というルールに違反していること、主人の「顔」であるエミリコが勝手に口を利くことに呆れて「失敗作」と馬鹿にした。以来ケイトを見下しており、お披露目後のパーティ会場でも、お披露目合格を祝うようなことを口にしながら、最下位であったことをあげつらっている。一方、お披露目をトップの成績でクリアしたルイーズはお気に入りらしく、可愛がっている。
マリーローズがこどもの棟を去った後に行われた班の再編成では、自分を差し置いてケイトが班長に任命されたことに嫉妬し、激怒してケイトに詰め寄ったためにバーバラから叱責を受けた。その後は自身の地位向上のため、自分同様野心家でエリート志向のダグラスに婚姻の話を持ち掛けたが断られるなど、鬱屈した日々を送っていた。そこへエドワードからダグラスと二人、こどもの棟の内情を探る役を命じられプライドを取り戻すが……。
マリーローズ
声 - 中原麻衣
煤量 - 少ない / 同期 - バーバラ（こどもたちの棟では最年長）
ローズマリーの主人。男装と快活で派手な振る舞いが特徴の女性シャドー。エミリコからはカッコいいと評されていた。ダンスが好きで、自身は男性のステップを、生き人形のローズマリーには女性のステップを踏ませる。ローズマリーと同じくあだ名は「ローズ」。
強面のベンジャミンに胸倉を掴まれて恫喝されてもすすを一切出さないなど、肝が座っている。
モーフ時代の記憶を保持しており、そのため人間のこどもが洗脳を受けて生き人形とされることを最初から知っていた。その秘密を共有したいという動機でローズマリーとアンソニーの洗脳を解くが、後に他ならぬそのアンソニーから、洗脳が一体化の下準備であった事実とクリストファーの自害を知らされ、シャドーハウスからの脱出を模索する。
元々は軽いものを動かす程度のすす能力しか持たなかったが、ある日突然こびりつきを操る能力が開花。これを利用して亡霊騒ぎを起こすことで「余計な事」を考えられる仲間を集めようとするが、その矢先に「お呼ばれ」されてしまい、時間稼ぎのために再び亡霊騒ぎを起こす。亡霊騒ぎの解決に乗り出したケイトとジョンに対峙、経験の差で終始二人を圧倒するが、エミリコとショーンの機転とそれぞれの主人との連携に敗れる。
バーバラに引き渡され、裁きを受けるために「おじい様と共にある棟」に送られることになるが、ケイトの密かな助力を得て策を講じ、エドワードの隙をついて生存に一縷の望みをかけ、ローズマリーと共に崖下へと身を投げた。
エドワードは二人の行方について「こどもたちの棟」には「お呼ばれして大人になった」、「おじい様と共にある棟」には一体化に失敗したと取り繕った。
イザベル＆ミラベル
声 - 大久保瑠美
煤量 - 普通 / 同期 - 自分たち
双子のベルの主人。シンメトリーな白いドレスをまとう二人の女性シャドー。イザベルが姉でミラベルが妹。「顔」が双子なので本人たちも瓜二つであり、さらにしぐさや感情表現までシンクロしている。生き人形の肉体を操る精神系のすす能力を持ち、すす能力者としては優秀なようでスザンナに気に入られていた。
傲慢で意地の悪い性格で、班員のマーガレットからは「心が醜い」、ケイトからは「憎たらしい」と言われている。星つきのスザンナに評価されているケイトが気に入らず、初対面で恥を掻かせるためにエミリコを操って犬の真似をさせたが、逆にケイトのすす能力で二人揃って転ばされるという醜態を晒すこととなった。
「顔」であるベル達が何者かに操られ珈琲の瓶を壊したことで、シャドーにとっては最大の屈辱であり、生き人形にとってはすす病の危険が伴うすす管清掃を命じられる。清掃終了後、ミラベルのベルはすす病を繰り返した末に壊れて（死亡して）処分されてしまった。その後は一人になったベルの使用権を互いに争っていたが、ローズマリーに代わり新班長となったケイトの説得を受け、2人共通の生き人形としてベルを伴うようになる。
ダグラス班には「顔」が足りないと侮辱されたが、これに対してケイトが「ふたりの顔はこれで間違いない」とかばったことに応え、すす能力を使って彼女を助けた。以来、ケイトに対しては従順で素直な態度をとるようになっている。
ダグラス
声 - 田丸篤志
煤量 - 多い / 同期 - サラ
ダグの主人。赤いジャケットを着ている男性シャドー。同期のサラ・ミア組と同じく出世欲が強く、星つきを目指している。すす能力で操られたエミリコを嘲笑する、点数稼ぎのためにバーバラに告げ口するなど、生き人形同様性根が悪い。一方、班のメンバーとの関係を良好に保ち、話術が得意でこどもたち全員の好みを把握しているなど人心掌握術にも長けており、同じエドワードの配下となったサラの失点を取り戻すために動くなど、リーダーらしい人物ではある。
ある事情から髪型に強いこだわりを持ち、ダグがイザベル・ミラベルに操られて髪を乱した際には非常に取り乱していた。
トマスの策謀にこどもの棟が混乱する中で起こった「無能力者狩り」を調査すると宣言して風紀班を設立、新たなリーダーとしてこどもたちからの人望を集める。しかしすべては星つきに代わってこどもの棟での権力を握り、副次的にサラの失点を取り戻すことを目的とした自作自演の芝居であった。無能力者狩りによるダグラス班の地位向上計画が失敗に終わり、自身を含む全班員が懲罰房入りとなった。その後はケイトの推薦によって新しい星つきとなる。すす能力は『攻撃の反射』で、ギルバートとの決闘ではすすで作った球体で拳を受け止めると、球体の中から逆に拳の形になったすすが飛び出てギルバートを殴った。
ジェイムズ
声 - 中村源太
煤量:普通 / 同期:不在
ジムの主人。ダグラス班の班員。ピアスをしているのが特徴。ルイーズ（の「顔」をしているルウ）にときめくなど年頃の男子らしい一面を見せる。
すす能力は『すすで形を作る』。すすを空中に固定する能力で、他者のすす能力にも干渉が可能。無能力者狩りの犯人として風紀班の前に突き出され、逆上して襲い掛かってきたロレッタの動きを封じた。
無能力者狩りによるダグラス班の地位向上計画が失敗に終わり、懲罰房入りとなった。
ローレンス
煤量:普通 / 同期:不在
ラリーの主人。ダグラス班の班員。髪をかき上げる癖が特徴。ベル1人を伴い外出するイザベル・ミラベルを「処分」コールで嘲笑するも班員共々自身の生き人形を操られて返り討ちに遇う。すす能力は『旋風を起こす』。無能力者狩りではすす能力で起こした風にガラス片を混ぜることでニコラスとジョージに怪我をさせた。
無能力者狩りによるダグラス班の地位向上計画が失敗に終わり、懲罰房入りとなった。
ピーター
煤量:普通 / 同期:マーガレット
ピートの主人。ダグラス班の班員。ダグラス班共々性格が悪く嫌がらせをする。植物好きでチューリップの刺繍がされたセーラー服を着用しているのが特徴。すす能力は『すすを小さくまとめる』。他者のすすにも干渉が可能で、無能力者狩りの証拠隠滅を謀った他、エリザベスの煙幕のすす能力を無効化した。
無能力者狩りによるダグラス班の地位向上計画が失敗に終わり、懲罰房入りとなった。
チューリップが好きで、同じく植物好きのマーガレットと仲良くなるが、次第に班活動が楽しくなり、彼女を避けるようになっていた。
マーガレット
声 - 和多田美咲
煤量:少ない / 同期:ピーター
マギーの主人。オレンジ色のワンピースとカチューシャを着用している女性シャドー。内向的な性格で温室で花を育てている。パトリックが花の香りに興味を惹かれた様子をみて喜び、手ずから育てた1輪のピオニーをプレゼントしたが、これが「ローブ様」の正体を突き止めるヒントとなった。
出世競争に重点を置く他の班員とは気が合わず、ピーターにも裏切られて生き辛さと孤独に苦しんでいたが、ある謀略に巻き込まれてすす能力が暴走、他のこども達を襲う事件を起こしてしまう。
ウィリアム
声 - 梅田修一朗
煤量 - 少ない / 同期 - ヘンリー、ヴィクターの主人
ジョンとパトリックの班の班長。穏やかで人当たりが良いが、臆病な事なかれ主義な性格で、パトリックに「生き残るコツは目立たないこと」とアドバイスし、ジョンが星つきに呼び出された際は「星つきから目を付けられたのでは？」と迷惑そうにしていた。
ヘンリー
声 - 上住谷崇
煤量 - 少ない / 同期 - ウィリアム、ヴィクターの主人
ウィリアム班の班員。ウィリアムと同じく穏やかで人当たりが良いが、臆病な事なかれ主義な性格で、ルイーズからは「雑魚っぽい」、リッキーからは「志が低い」「この方たちは大成しないな」と評されていた。
ロレッタ
煤量:普通 / 同期:ロバート
ローラの主人。ロレッタ班班長。水色のワンピースとショートヘアが特徴。
勝ち気な性格で、姐御口調で話す。風紀班設立をめぐり対立するダグラスとギルバートを煽り、決闘を進言していた。無能力者狩りの犯人ではないと証明する際ケイトから「周囲から怖がられてる」と評され怒る、決闘を煽ったことで再び犯人扱いされることを心配するなど、少々ズレたところがある様子。すす能力は『刃物のように鋭利になる爪』。
ギルバートとジョンの決闘の後、ギルバートが救護班から脱退したためエリザベスと共に新米の救護班員になる。
エリザベス
煤量:普通 / 同期: 男子が2人
リズの主人。イザベルとミラベルがケイト班に編入したため、ロレッタ班班員から第9班の班長に昇格する。面倒見が良く星つきからの評価も高い。すす能力は『煙幕』。無能力者狩りの犯人としてロレッタ共々風紀班に突き出されるが、ケイトと一計を講じており、風紀班のすす能力を見るためにケイトとロレッタに協力した。
ギルバートとジョンの決闘の後、ギルバートが救護班から脱退したためロレッタと共に新米の救護班員になる。
ロバート
煤量:普通 / 同期:ロレッタ
金髪の生き人形が特徴。すす能力は覚醒している。『顔付き』になってまだ日が浅い班員を指導するなど、班員想いな面がある。
ニコラス
煤量:少ない / 同期:ジョージ
おかっぱ頭の生き人形が特徴。すす能力は覚醒していない。『顔付き』になったばかりのせいか生き人形の活躍を称賛し、フレンドリーに話し掛けるなど洗脳が薄い。無能力者狩りに遭って以降、すす能力の開花を目指している。
ジョージ
煤量:少ない / 同期:ニコラス
そばかすのある生き人形が特徴。すす能力は覚醒していない。ニコラスと同じく洗脳が薄い様子。トマスの視察があった後日、無能力者狩りに遭う。
リンジー
煤量:普通 / 同期:男子と女子が1人ずつ
ツインテールが特徴。すす能力は覚醒しており、すす蔦事件ではすす能力で脚力を増幅してすす蔦に強力な一撃を入れていた。
オスカー
煤量:不明 / 同期:マチルダ、ロロル、ダニー、ステラ
新人のシャドー。寂しがり屋な性格。すす能力は『音声の送受信』。固めたすすを耳に装着することで遠くにいる相手に声を送受信することができる。お披露目では各メンバーにすすを渡して後にし、ダグラスとの試験では丸めたすすをあちこちに飛ばして声を発信し、ダグラスを翻弄してスタンプを手に入れて合格した。
マチルダ
煤量:少ない / 同期:オスカー、ロロル、ダニー、ステラ
新人のシャドー。すす能力は『すすの兵隊の召喚』。煤量が少なく、紅茶缶にすすをいれて持ち運んでいる。すすをリボンのように棒に巻き付けることによってすす兵隊を召喚し、お披露目ではフェーヴ探しに一役買った。すす兵隊は今のところ1体で1分消えてしまう。
ロロル
煤量:多い / 同期:オスカー、マチルダ、ダニー、ステラ
新人のシャドー。すす能力は『シャドーに干渉する呪い』ルルと引き離されることによって強いストレスが与えられ、×の形をしたすすが吹き出す。このすすが体にくっつくと体に力が入らなくなり、「呪い」と言われている。お披露目ではオリバーとの試験ですす能力によってオリバーをオリバー4号もろとも行動不能にさせ、スタンプを手に入れて合格した。
ダニー
煤量:多い / 同期:オスカー、マチルダ、ロロル、ステラ
新人のシャドー。すす能力は『紳士のスポーツ能力』。お披露目ではエヴリンとの試験で体力テストを受け、ブロック崩しで驚異的な力を発揮して合格した。
ステラ
煤量:不明 / 同期:オスカー、マチルダ、ロロル、ダニー
新人のシャドー。すす能力は『髪を鎌状の武器にする能力』。大人しい性格で生き人形のキャンディに逆に導かれている。お披露目ではケイトと直接対決することになり、スタンプを手に入れるも試験官であるミアとサラの策略でスタンプカードを落としてしまい、不合格になりそうになるが、エミリコとキャンディの活躍によって無事合格した。

### 元・星つき
「こどもたちの棟」の管理を任されているシャドーと生き人形。数は四対で固定されている模様で、生き人形は首元に星のブローチをつける。元々はただ「お呼ばれ」が確定したペアのことだったが、トマスがバーバラを新リーダーに任じて以降制度が変わり、こどもたちの教育係を意味するものとなった。
「こどもたちの棟」の中では権力者だが、エドワードをはじめとした「おじい様と共にある棟」の住人には逆らえない。「こどもたちの棟」と「おじい様と共にある棟」を行き来することが出来る。新たに「星つき」になるには現「星つき」からの推薦が必要。
ケイト世代ではオリバー主従、エヴリン主従、ダグラス主従が就任している。

#### 元・星つきの生き人形
バービー
声 - 釘宮理恵
同期 - ローズマリー
生き人形たちのリーダー。主人は星つきのリーダー、バーバラ。くすんだ水色のウェーブヘアに沢山の小さなリボンを付けた、そばかすのある小柄な少女。非常に口が悪く攻撃的で、他の生き人形に対ししばしば手が出る。人望は無いがリーダーとしての手腕は高く、二度に渡る亡霊騒ぎの際も的確な指揮を行った。常にハンドベルを携帯し、生き人形への指示や合図に使用している。
すすを出す過程で酷く苦しんでいるバーバラを罵倒するが、それはすすを出させるためであり、星つきのリーダーというプレッシャーに苦悩する主人のバーバラを大切に思っている。
昔はエミリコのように運動神経が良く、天真爛漫で明るい性格だったが、こどもたちの統制を取るためにあえて専横的な振る舞いを続けている。
クリストファーが自殺を図った後、マリーローズの態度が変化したことに絶望したバーバラが、すすを大量に放出した際の衝撃で吹き飛ばされ、顔に大きな傷を負う。その後、傷を隠すために前髪で顔を覆うようになっている。
ベン
声 - 日野聡
所属 - 所属班なし / 同期 - 不在
ベンジャミンの生き人形。上背があり、筋肉質な体型が特徴。髪と瞳は明るい茶色で前髪が逆立っている。ルウと同じく無口で無表情。
主人のベンジャミンと共に肉体を鍛えており、3体重なった密度が高いこびりつきを拳の一撃で倒し、亡霊も崩すほどの腕力を持つ。そのパワーを活かし、こびりつきや亡霊を真っ先に倒したり、暴れる生き人形を抑え込んだりする役割も担う。
スージー
声 - 豊口めぐみ
所属 - 救護班の班長 / 同期 - ギル
スザンナの生き人形。後頭部でシニヨンが二つ並んだ髪型と緑色の瞳が特徴。ミアと違い主人の動作を真似ることはなく、主人の後ろで上品な笑みを浮かべている。主人たちと別行動をする際スザンナに仕事を任されるあたり、相性や信頼関係は良好な模様。しかし、判断ミスをスザンナから激しく責められることもある。
ほかの生き人形にもまして珈琲への執心が強い。生真面目で世話焼きな性格で、相手に手出しを拒まれると不機嫌になり、その様子を見たショーンは「（自分同様に）年の離れた弟妹がいるのではないか」と推察している。
オリー
声 - 榎木淳弥
所属 - 研究班の班長 / 同期 - リディ、ジェレミ
オリバーの生き人形。チェーン付きの眼鏡を掛けているのが特徴。主人のオリバーのことを「オリバー先生」と呼ぶ。主人と同じく、何かに熱中すると周りが見えなくなる性格。
主人の発明品を試す時は非常にイキイキとしており、失敗は次への教訓とみなすポジティブな面をのぞかせる。こびりつきと亡霊騒ぎの際、主人の発明品であるすす回収機を使いこなしたエミリコを大いに褒めた。オリバーと同じくケイト・エミリコ組をスーパー生き人形の主とスーパー生き人形と称賛し、（研究対象として）非常に気に入っている。
実験中に逃げ出したこびりつきを捕獲しようとした際のハプニングでシャドーハウスに入る前の記憶を取り戻し、これがオリバーが生き人形の正体や館のシステムの真実に辿り着くきっかけとなる。主人の命令に従ってラボを訪れたケイトとエミリコを捉え、研究の秘密を守るため強引に記憶を失わせようとする、自身が研究の犠牲になることも厭わないなど狂気じみた行動と発言に走るが、エミリコの奮闘とケイトの機転で未遂に終わる。和解後は二人に主人ともども土下座で謝罪し、全面的な協力を誓った。

#### 元・星つきのシャドー
バーバラ
声 - 釘宮理恵
煤量 - 突出して多い / 同期 - マリーローズ
バービーの主人で当時の星付きのリーダー。バービーと違い、言葉遣いは丁寧で暴力を振るうことは無いが、誰に対しても怒りっぽいため、星付き以外のシャドーや生き人形からは避けられている。
シャドーハウスで産出されるすすの6割は彼女が出している（館の全シャドーの合計より多い）が、時折身体から猛烈な勢いですすが溢れ出す「発作」に襲われている。この時は酷い苦痛を伴うらしく会話不能になる。
本来の彼女は繊細で内向的な性格であり、体が弱いこともあってお披露目を通過した直後にはコンプレックスに苛まれていたが、同期のマリーローズに励まされ、あこがれのクリストファーを目標に「大人」を目指す。しかしクリストファーの「お呼ばれ」により状況が一変し、マリーローズとも不仲となる。そして失意の底で鬱積した感情がすす能力を暴発させ、バービーの額に傷を負わせてしまった。「顔」が負傷したため、本来の規則ならば処分される予定であったが、管理者のトマスから「こどもたちに秩序を守らせること」と「顔（バービー）の傷を治すこと」を条件にチャンスを与えられ、大人になればクリストファーとも再会できるとほのめかされる。以降、こどもたちを統制するために管理を徹底するようになったが、ケイトの説得で考えが軟化し、星つきを辞退する。しかし、エドワードに「クリストファーは死んだ」と言われ、ショックで通常よりも大量のすすが溢れ出してしまい、瀕死の状態に陥る。
ベンジャミン
声 - 日野聡
煤量 - かなり多い / 同期 - 不在
ベンの主人。星つきとしての仕事は書記を担当。強面で体格が良い肉体派のシャドー。生き人形のベンと共に体を鍛えており、食事もブロッコリーにささみという徹底ぶりである。
クリストファーの名前を口にしたマリーローズの胸倉を掴むなど荒っぽい一面もあるが、オリバーの発明で吹き飛びそうになったバーバラを庇ったり、ミスで落ち込んでいる時にフォローを入れたり、顔色が悪いルウを心配するなど気遣いが出来る面もある。感情的になりがちな一方で、発言や判断に堅苦しさが目立ち、ルイーズから「顔が怖いしおしゃべり下手」とコミュニケーション力のなさを指摘され、改善に向けて努力を始めた。
生き人形の感情を高揚させるすす能力を持ち、能力は射程範囲を外れてもしばらくは作用する。「こどもたちの棟」に居る生き人形を全員操る程の煤量を持つ。
スザンナ
声 - 豊口めぐみ
煤量 - 普通 / 同期 - ギルバート
スージーの主人。救護班の班長兼すす能力が覚醒したシャドーの教育係。お披露目後のパーティーでケイトとエミリコにすす入りのコーヒーを勧めていた。
気に入った者の体をさする癖があり、ケイトからは苦手にされている。あまり細かいことは気にしない性格なのか、特別授業中の不審な行動についてケイトが取り繕った理由をそのまま信じ、すす学習意欲が高いと称賛した。
特別な珈琲の管理役であり、珈琲瓶が割られたときには、事態が大人に発覚すれば処分を受けると非常に怯え、双子に管理を任せたスージーを怒鳴りつけていた。また、ダグラスの風紀班に教育係のお株を奪われた際には酷く落ち込むなど、自らの役目に対する重圧に耐えかねている描写がある。ジョンと珈琲の飲み会を開いた際には、ストレスの少ない環境にある研究班を羨ましがって愚痴をこぼしていた。
触覚のあるすすを膜のように薄く張り巡らせる「すす能力」を持つ。この膜は人にまとわりつかせたり、通路に張ってセンサーにしたり出来る。
オリバー
声 - 榎木淳弥
煤量 - 普通 / 同期 - リディア、ジェレマイア
オリーの主人。研究班に所属している発明家のシャドー。猫背とチェーン付きの眼鏡が特徴。
生き人形のオリーを助手のように扱い、彼からは「オリバー先生」と呼ばれている。非常にマイペースでポジティブ、思ったことが全部口から出てしまう性格。お礼をするときには相手の口に直接角砂糖を与える。
香水からすす回収機まで様々なものを開発している。お披露目のケイトの檻やジョンとパトリックの箱の仕掛けを発明したのは彼のようである。
こびりつきと亡霊騒ぎの際、すす回収機オリバー2号を使いこなして試運転を成功させたエミリコを「スーパー生き人形」と呼んで気に入っている。また、ケイトのことも高く評価しており、彼女たちがいつでもラボに来られるよう部屋の鍵を与えた。
オリーが自分の正体を思い出したことから様々な仮説を立て、シャドーハウスが人間を連れてきては洗脳し、生き人形として仕えさせているという結論に辿り着く。無能力者狩りの調査への協力を求めてラボを訪れたケイトとエミリコを拘束し、二人が洗脳とその影響を受けていないことを確認すると、秘密を守るため無理やり記憶を失わせようとした。しかしエミリコの奮闘とケイトの機転で形勢が逆転、さらにケイトが出生の謎を打ち明け、自らを研究材料として提供したために好奇心に負けて二人を開放、今後は何があっても協力するとして仲間となった。
その後は興奮のあまりエミリコを傷つけようとしたことを土下座で謝罪、ケイトからは「どんなにすごい研究だからと言って命を脅かしてはいけない」と説教され、自分が研究をする理由を思い出し、オリーさえ犠牲にしようとしたことを悔いて本分に立ち返った。

### 研究班
オリバー・オリー組が班長を務める班。『知識の探求』が活動理念。非常にマイペースな者が多く所属している。すす取りの間や香水など様々な物を発明・開発している模様。星つきが所属しているため、大掃除の免除（喜びの会のみ参加）、一般の生き人形より食事が豪華、次期星つきの候補など優遇されている。また研究活動中は生き人形も自由に行動・発言が許されている。

#### 研究班の生き人形
ナンシー
声 - 潘めぐみ
所属 - 研究班 / 同期 - 不在
アンナの生き人形。丸眼鏡と豊満な体型が特徴の少女。主人のアンナともども心配性で「不安です～」が口癖。俊敏さやパワーを重視する作業は不得手。オリーの補佐的立ち位置。
一人の少女としてもオリーに好意を抱いているようで、オリーが亡霊騒動で活躍したエミリコを抱き起して誉めたときには、秘かに嫉妬する様子を見せていた。
リディ
声 - 上田瞳
所属 - 研究班 / 同期 - オリー、ジェレミ
リディアの生き人形。ウェーブが掛かったロングヘアとスレンダーな体型の少女。アンナ曰くかなり口が悪い。
ジェレミ
声 - 島﨑信長
所属 - 研究班 / 同期 - オリー、リディ
ジェレマイアの生き人形。前髪で目が片方隠れているのが特徴の少年。マイペースな主人に合わせ、研究の間の壁が剥がれても一緒に眠り続けたり、食事をしたりしていた。主人のジェレマイアが面倒がって一言しか喋らないため、他人に対して通訳（意訳）を行うこともある。元々はミラーファミリーの一員でアンソニー(クリストファー)に仕えていたがアンソニーの裏切りを知り、 彼を止めるためにシャドーハウスに潜伏した。

#### 研究班のシャドー
アンナ
声 - 潘めぐみ
煤量 - 少ない / 同期 - 不在
ナンシーの主人。研究班所属。オリバーの補佐的立ち位置。生き人形のナンシーと同じく心配性。オリバーからご褒美に貰える砂糖が好き。
リディア
声 - 上田瞳
煤量 - 普通 / 同期 - オリバー、ジェレマイア
リディの主人。研究班所属。シャドーが付ける香水の管理を担当している。口が悪く気性が荒いが、ケイトに香水や家具や服を変えられることを教えカタログを勧める親切な面もある。自分の研究分野である香水のことになると饒舌になる程のこだわりの持ち主。すす能力は『すすの分析』。すすに付着した匂いや感情まで読み取ることが出来る。
ジェレマイア
声 - 島﨑信長
煤量 - 普通 / 同期 - オリバー、リディア
ジェレミの主人。研究班所属。研究分野はエネルギーで現在はこびりつきに着目している。マイペースな性格で自分の世界を邪魔されることを嫌う。「醜い」「で？」など一言しか喋らず、細かい部分はジェレミが通訳する。
体から無数の手を生やすすす能力を持ち、自らのすす能力を「蜘蛛手」と名付けていることが、ジョンが自らのすす能力を「ジョンパンチ」と命名するきっかけとなった。

### 救護班
スザンナ・スージー組が班長を務める班。『慈善活動』が活動理念。すす病の生き人形の治療や怪我の手当てまでこなす。所属しているシャドーと生き人形は頭にベール、左腕に赤い腕章を付ける。星つきが所属しているため、大掃除の免除（喜びの会のみ参加）、一般の生き人形より食事が豪華、次期星つきの候補など優遇されている。

#### 救護班の生き人形
ギル
声 - 熊谷健太郎
所属 - 救護班 / 同期 - スージー
ギルバートの生き人形。黒髪の短髪で体格の良い少年。眉が眉山から眉尻にかけて二又に分かれているのが特徴。
すす管送りになったベル達の監視係兼すす病の治療係。すす病になったベルを軽々と肩に担ぐほどの力を持つ。
バーティ
所属 - 救護班 / 同期 - イヴ
バートラムの生き人形。グレーの短髪で体格が良い少年。眉が太いのが特徴。得意な仕事は力仕事。
イヴ
声 - 青山吉能
所属 - 救護班 / 同期 - バーティ
エヴリンの生き人形。茶髪のセミロングヘアが特徴の美少女。治療の手際が良く、主人と一緒にローズマリーのすす病の治療に携わった。

#### 救護班のシャドー
ギルバート
声 - 熊谷健太郎
煤量 - 多い / 同期 - スザンナ
ギルの主人。救護班所属。高圧的な態度で、罰を受けた者を容赦なくすす管に放り込む。班長のスザンナ・スージー組が不在の際は救護班の主軸を務める。堅物で隙のない性格であり、スザンナからは「同期なのに昔から正論ばかり」と愚痴をこぼされている。
ダグラスとの決闘では、すすを鎧のように腕に纏って殴りかかり、石壁を破壊するほどのパワーを見せた。地面を抉っての目つぶし攻撃や、ダグラスの能力で攻撃が反射されると咄嗟にすすで体をガードするなど、闘い慣れており応用力も高い。
エヴリン
声 - 青山吉能
煤量 - 普通 / 同期 - バートラム
イヴの主人。救護班所属。基本的に無表情で顔色一つ変えないが、決して感情が無い訳ではない。調査のため救護室を訪れたケイトに、労いの言葉を掛けた親切なシャドー。その包容力と「顔（生き人形のイヴ）」の美しさで男性シャドーからの人気が高い。
ギルバートと行動を共にすることが多い。すす病に罹った生き人形の「洗浄」を担当しており、亡霊騒動の際には、被害にあったミアやローズマリーの治療に当たっている。後にケイトの推薦によって新たな星つきとなった。
すす能力は『傷付いたシャドーの治療』。指先からすすを出し、傷口から内部に入り治療する。
バートラム
煤量 - 普通 / 同期 - エヴリン
バーティの主人。救護班所属。冷静に状況を判断し、指示を忠実にこなす。すす能力は布状のすすを形成。患者を運ぶために使用。

### おじい様と共にある棟（大人たち）

#### 3階の住人
「おじい様と共にある棟」の最高位の地位と権力を持つシャドー。顔を見せることは滅多に無いが、屋敷周辺にある村に出向く際は顔を見せる。定期的に持ち回りで生き人形のもとになる人間の子ども達を調達する。
偉大なるおじい様
声 - 土師孝也
シャドー家の主。シャドーのこどもたちは「偉大なるおじい様は絶対である」という教えを第一に受ける。
詳細は不明だが相当の巨躯。生き人形たちからは「シャドー家を統率するシャドーハウスの王、生き人形の生みの親、偉大なる創造主様」と呼ばれている。摂取した人間に自身への強い崇拝心と忠誠心を抱かせる効果のあるすすを生み出し、それを混入させた「特別な珈琲」を与えることで生き人形たちを支配し、また生き人形が主人であるシャドーに影響を与えることで、屋敷のシャドーたちをも間接的に支配下に置いている。
現在はすす能力に長けたシャドーを欲しているらしく、ケイトたちのお披露目についても「シャドー一族の可能性を試す実験場とし、シャドーの覚醒を早めるという結果を残した」と評価し、エドワードに「こどもたちの棟」の管理権限を与えた。
ソフィ
声 - 花守ゆみり
蝶の髪飾りと蝶の羽の飾りが付いた服が特徴的なシャドー。普段は落ち着いた振る舞いをしているが、すすのことになると興奮する。蝶の口吻に似てカールした長い舌を持ち、これで煤を舐める。
ライアン
声 - 岸尾だいすけ
天然パーマの黒髪が特徴のシャドー。顔は青白く目付きが悪い。すすを鞭のように操る。ケイトたちのお披露目を見物しながら「優秀なやつより華々しく落ちる奴が見たい」「絶望した顔が見たい」と言い放つ等、趣味が歪んでいる。エドワードの演出は気に入ったものの、試験方法についてはジョゼフとともに「顔に余計なことを考えさせる」と批判、また「試験官としては死にかけのシャドーを一対落としただけ」と罵った。
ドロシー
声 - 日笠陽子
黒髪のロングヘアと胸元を大きく露出したドレスが特徴。顔にはしっかりとメイクを施し、またモーフをペットにしている。享楽的な性格だが、シャドーハウスの人間らしく「出来損ないが淘汰されるのは当然」と発言する冷淡な一面もある。屋敷周辺の村に出向くのは楽しんでいる模様。
ジョゼフ
声 - 三宅健太
立派な髭をたくわえ片眼鏡を掛けたシャドー。保守的な考えの持ち主。顔は未登場だったが、後にアンソニー(クリストファー)の祖父(クリストファーの母の父親にあたる。)であることが回想シーンで明かされた。

#### 2階に住むシャドー
「おじい様と共にある棟」に住む住人。3階の住人程ではないが、十分な権力がある。
エドワード
声 - 羽多野渉、かかずゆみ（女性声）
同期 - アイリーン、ジェラルド、クリストファー
エミリコらが受けた「お披露目」の試験官。かなりの長身で黒地に黄色の花の模様が入ったスーツを着用しているのが特徴。上昇志向の強い野心家であり、完璧主義で自分の思い通りにならないことを嫌う。性格はライアン曰く「ネチネチしてる」。偉大なるおじい様に対する信仰心が強く、同期2人と共に偉大なるおじい様の側近になることを目指している。
こどもたちの前では「おじい様と共にある棟」に住む「特別な生き人形」を自称している。実際にはすでに生き人形との一体化を果たした”大人のシャドー”である。他の大人たち同様に、自分の意志でシャドーと生き人形の姿のうち好きなほうをとることができる。顔の名前は「エド」。
ケイトたちのお披露目で評価を得たことで、前任者のトマスに代わって「こどもたちの棟」の管理者となった。だがこの際に生き人形の姿でエドワードを名乗るというミスを犯しており、後々まで尾を引くことになる。手柄を上げることにこだわり、それゆえのしくじりも多い。
すす能力が覚醒したことを隠していたケイトをシャドー家の反乱分子になりうるとして警戒している。ローズを連れて行こうとするが取り逃がす。お影様の姿でダグとサラに接触しスパイ役に引き込む。
すす能力は空気を振動させての音波の操作。声を変えたり耳に直接ダメージを与えることができる。
アニメ版では顔の見えない人形に扮してエミリコを誘拐しケイトを誘き出すオリジナルストーリーが制作された。
アイリーン／エリー
声 - 堀江由衣
同期 - エドワード、ジェラルド、クリストファー
大人のシャドー。帽子を被り、鳥のようなデザインのドレスを着た女性。エドワードのことを「エド」、ジェラルドのことを「ジェイ」と呼ぶ。エドワードの性格をよく理解しているが、完璧主義なところには呆れている。直情的なところがあり、エドワードとジェラルドに止められることがある。
すすバトという鳥の形をしたすすを生み出し、遠く離れた生き人形やシャドーに文字で伝言をすることが可能。しかし、相手先でうるさい鳴き声を放ってから文字化するため使い勝手は良くない。
ジェラルド／ジェイ
声 - 大塚剛央
同期 - エドワード、アイリーン、クリストファー
大人のシャドー。黒髪でやや長めのボブヘアが特徴の男性。非常に慎重な性格で上昇思考が強いエドワードを窘めていた。同期であるエドワードとアイリーンに対しても敬語で接している。同期の中ではサポート役に回ることが多いが、言葉の意味をそのまま受け取るなど天然な一面もある。
ケイトのようにすすを遠隔操作出来るらしく、お披露目の際は地図上で生き人形達の駒を操っていた。
トマス
声 - 高木渉
大人のシャドー。「こどもたちの棟」の前管理者。次期3階の有力候補と噂されている。ウェーブが掛かった長髪とカイゼル髭が特徴。
ぶどうが好物。すす能力は指先から球状のすすを撃ち出す攻撃技。
2階に上がったばかりのエドワードに管理者の仕事を奪われ、恨みを抱く。エドワードたちが外出した隙にこどもたちの棟を支配するべく、ルイスを味方につけ、伏せられていたすす能力の情報を開示して混乱に陥れる。
悪巧みでバーバラとバービーを騙して、館全体の6割に届くすす量を持つバーバラを傀儡とすることで自らの地位を盤石に築いている。
バーバラとルイスを手中に収めていると思っていたが、裏切られる。悪事をエドワードに告発され、処罰としてソフィに右腕を食われ、幽閉された。しかし、右腕を失ったショックで記憶喪失となり無害化し、ケイトたちに協力することになる。
テイラー
ミラーサイドの管理者。顔の姿でミラーサイドの学校の校長という立場を持っており、ショーンたちを生き人形候補として育てていた。トマスの仲間。

#### 1階に住むシャドー
ルイス
左側に流した前髪と両目頭にあるほくろが特徴。生き人形と一体化した快活な青年。エドワードが外出している間に一時的にこどもたちの棟の管理者となる。
エドワードとトマスの間で多重スパイをしている。さらに裏ではアンソニーと繋がりがあり、クリストファーを信仰している。

### 所属不明
ローブ様
こどもたちの塔に現れた、ローブを被った長身のシャドー。深夜の見回りでエミリコらと出会った際、自分のことは内密にするようにと言いつけ同行する。ショーンが香水を付けていたことに気付きシャドーであるとわかった。声が多少変である模様。一人称は他のシャドーとは異なり「わたし」。「亡霊」を発生させている描写があるほか、エミリコたち生き人形が自身の考えを持つことを咎めないなど、他のシャドーとは明らかに違う様子を見せている。ケイトたちの調査により、その正体はマリーローズであることが判明した。
クリストファー
声 - 小野賢章
煤量 - 不明 / 同期 - エドワード、アイリーン、ジェラルド
星つきの元リーダーであり、バーバラの前任。男性のシャドー。生き人形の名前はアンソニー。
かつて同期3人と共に星つきを務めていた。現星つきたちの前で彼の名前を出すのはタブーとなっている。
別棟に「お呼ばれ」された後も「子どもたちの棟」で慕われ続けており、「優秀すぎた」と評されるほどの人物。様々な功績を残したが、マリーローズの回想によれば能力は高いが自信に欠ける部分があった、とのこと。特にバーバラとエドワードに大きな影響を残した。
アンソニーによると、お呼ばれの後一体化の真実を知り自害したという。
アンソニー
声 - 小野賢章
クリストファーの生き人形。
マリーローズによって洗脳を解かれ、その優秀な頭脳で主人の補佐を務めていた。マリーローズはその功績を「"最高の世代"の陰の主役」と評している。
お呼ばれ後、こどもたちの棟に唯一人逃げ戻り、一体化の意味と、それを知ったクリストファーが自害したとマリーローズに報告した。
その後は姿を潜めつつマリーローズに協力していたが、栄光の廊下での事件以降はケイトに接近し始める。ただしケイトにその目的を問われると「僕の生徒になれば館に対抗できる時が来る」と返し、真意を明かさないまま立ち去った。その後はルイスを「生徒」と称して操り、大人のシャドーたちにも干渉するなど暗躍を続けている。
その正体はミラー家当主アルフレッドの息子でケイトとは異母兄弟であり、ジョゼフの孫であることが判明。ミラーファミリーの一員としてミラーハウス(シャドーハウス)を奪還する為に父を殺害し、シャドーハウスへ潜伏した。
クリストファー(2代目)
モーフと恩恵の欠片によって復活した存在。かつて存在していたクリストファーとは別物。

### ミラー家に関わる人々
キャサリン・ミラー
ミラー家の奥様。ケイトの母。侍女のエミリーはとても優しい人物だったと回想している。
ケイトを妊娠中、モーフによる館の襲撃事件が起こり、エミリーと共に館から逃げる最中モーフに襲われる。それでも逃走を続けたが、徐々に体がシャドーのように黒くなり体が動かなくなってしまう。エミリーに「お腹の子を守ってほしい」と言い残し、50年後にケイトを産み落としてすぐに息を引き取った。
エミリー
ミラー家で働いていた使用人。キャサリンの侍女。モーフによる襲撃事件でキャサリンと共に館から逃げ出し、モーフに襲われシャドーのようになったキャサリンを集落から離れた家で保護した。産まれたケイトを孫として大切に育てる。後に生き人形のエミリコの名前の由来となった。
アルフレッド・ミラー
ミラー家の当主。ケイトとアンソニー(クリストファー)の父。キャサリンと離れ離れになった後、後継ぎのためにジョゼフの娘と再婚してクリストファーを育てた。しかしクリストファーが13歳になり、シャドーハウスを奪還するために選別会へ行くことを反対したがクリストファーに殺害されてしまい死亡する。

### その他
ガスパル
エミリコとキャンディ(ステラ)が所属していたサーカス団の団長。ある日エミリコがミラーサイドでの公演でミスをした時にクビを宣告してしまう。

## 用語
シャドー家
訪問者のない巨大で不思議な洋館に住み、貴族のような生活を送る人々。全身が真っ黒なシルエット状の姿で、常にすすを発生させている。すすが発生することで服や部屋が汚れてしまうため、一日に何度も服を着替える、入浴するという習慣がある。一人につき一体の「生き人形」を抱え、身の回りの世話に召し使うほか「顔」として自身の感情に合わせた表情を作るよう訓練させる。「お披露目」という儀式を済ませると成人となれる。一人称は常に自分の名前である（「私（ケイト）」など）。
屋敷は「こどもたちの棟」と「おじい様と共にある棟」の二棟に別れており、日頃の生活態度や顔との相性等の基準を満たすと「お呼ばれ」されて「おじい様と共にある棟」に住めるようになる。一体化したシャドーは一体化の秘密保持のために「子どもたちの棟」へは滅多に入ることが出来なくなる。お呼ばれしたシャドーのことを口にすることは禁止されている。
領地には複数の村が点在し、「すす炭」と引き換えに食料や生活用品、また「生き人形」となる子供たちなどを献上させている。
大半のシャドーは「偉大なるおじい様」への忠誠心が高く向上心に溢れている。しかしシャドーハウスは容赦のない競争社会であり、そのため失態はひた隠し、責任を他人に擦りつけたり地位向上を目的に上位の者に媚を売るといった行為も方便としてまかり通っている。
シャドー
擬態、模倣を得意とする寄生型の妖精・モーフが人格とすす能力を得た存在。「偉大なるおじい様」によって、モーフがシャドーとして人格を持てるまでの流れが築き上げられた。人間への模倣後は、生き人形の人格が上書きされてしまうため、大半のシャドーはモーフであったころの記憶はない。ケイトとマリーローズは極めて稀な例である。シャドーの発達段階は三段階だと言われる。
- 1段階 - 人形を見せて、人の姿を認知し擬態させる。
- 2段階 - 生き人形の側に置いてふれあいによって人格を得る。
- 3段階 - すす能力の覚醒、生き人形と一体化して、完全なる存在へ。シャドーが生き人形の肉体を乗っ取るため、この時点で生き人形の自我は消滅する。

その性質上、「生き人形」の人格や思考に強く影響を受けるため、自我や反抗心の強い「生き人形」を抱えるシャドーは危険視される。
モーフ
シャドーの正体。擬態と模倣を得意とする寄生型の妖精。黒いシーツを被ったような体に細い手足のようなものが付いている。大きさは個体によって差がある。寄生型ではあるが、特に害はない。
生き人形
シャドー家の「偉大なるおじい様」に命を吹き込まれた人形。シャドー家の者一人につき生き人形一体が配され、身の回りの世話をするほか、主の「顔」として感情表現も行う。掃除が主な仕事。個体差があるようで、生みだされた時から文字の読める者もいれば、読めない者もいる。人形であるため怪我や死を「壊れる」と称する。
シャドー家のために有用でないと認定されると処分される（”特別な珈琲”で記憶を消し、顔のない人形として再利用される）。成人すると主の顔の役割を担うため、主のその時の感情に合った振舞いをしなければならない。名前は主であるシャドーが、自分の「顔」として自分の名前の略称や近い音で名づけることが多い。だが、この法則に当てはまらない「生き人形」もいる。
その正体は、周辺の村から連れてこられた人間の子供たち。おじい様のすす入り珈琲によって記憶を消され名を奪われ、自分を「生き人形」だと思い込まされている。エミリコ、ケイト以外は、それぞれの主人であるシャドーの名前こそが、彼ら彼女らの本来の名前である。
ポートレイト
生き人形の正装であり、主の顔の役目をする際に着る服。「肖像画」を意味するその名の通り、主の顔を目立たせるため手足をレースで覆っている。着用中は私語厳禁となるため、主従交えて交流する場合は平服に着替えることが前提となる。
特別な生き人形
生き人形と一体化したシャドーのこと。お披露目の際に、こどもたちに対する便宜としてエドワードが自称した。
顔の見えない人形
食事の配膳や着替えの用意をする人形。常にベール付きの衣服をまとい、指示に従って動くだけで、喋らず、反応もしない。元々は生き人形で、おじい様のすす入り珈琲を大量に飲まされて記憶を完全に消され、再利用されている。
ショーンは彼らが着用しているのは喪服であり、もう存在しない主の喪に服していると推測している。

パンちゃん
エミリコが作った鳥のぬいぐるみ。ケイトの破けてしまったケープから作ったもので、エミリコの「大切なもの」。いつもポケットに入れて持ち歩いている。名前はエミリコの大好物のパンから命名。ケイトのすすだるまを芯として使っているため、ケイトの感情に反応して動き、彼女が自身のすす能力に気づくきっかけとなった。
お披露目
シャドー家の者と生き人形の適性を調べる儀式。生き人形はシャドー家にとって有用かどうかも試される。お披露目を済ませたシャドーは年齢に関係なく成人として扱われ、自室の外での行動が許される（昼の間に限る）ほか「顔付き」と呼ばれるようになる。
新人シャドーと生き人形の相性や能力を確認し、優秀なものを選抜するのが表向きの目的だが、裏では試験管役を務める”こどもの棟の管理者”の目利きぶりや管理能力を試す試験でもあり、シャドーハウスの上位者である「おじい様と共にある棟」3階の住人にとっては、こどもたちの奮闘ぶりや試験に落ちたものの末路を愉しむ、格好の娯楽となっている。そのために最低でも一対は落とすことが暗黙の了解になっており、エドワードはこどもたちの能力を子細に調べ上げたうえで、当初からシャーリー/ラム組を落とすと決めていた。
ケイト/エミリコの代は立食の宴が予選、その後の庭園迷宮の探索・突破が本選という二段構えで行われた。庭園のどこかに捕らわれた主人を生き人形が救出し、制限時間内に共にゴールにたどり着ければ合格。ただし、生き人形は顔を傷付けてはならない、シャドーは服を汚してはならないというルールがある。予選での評価が高いシャドーほど、より脱出が容易な檻に入れられた状態でスタートできた。
ステラ/キャンディの代はケイト/エミリコの代と同様に立食の宴が予選であり、本戦は庭園の中に隠されたスタンプと各星付きからの課題をクリアしてスタンプを手に入れるスタンプラリー方式。ケイトとステラの課題ではミアとサラの妨害もありつつも、エミリコとキャンディの活躍によって新人たちは全員合格できた。
喜びの会
週に一度の大掃除の後で、生き人形が集まって開かれる会合。星つきによってごく少量の珈琲が配給され、皆で飲んだ後で「生き人形は余計なことを考えてはいけない」などのシャドーハウスのルールを唱和する。珈琲は「成人したこどもへのごほうび」とされているが、実質的には洗脳を強化するのための集会。マリーローズは、昔はそれぞれの食事に添えられた珈琲を飲み、生き人形の説明書を読むだけだったため、洗脳を解くのは簡単だったと語っている。
すす管理施設
通称「すす管」。こどもたちの棟で集められたすすを粉砕処理し、おじい様と共にある棟に運ぶ重要な施設とすす管理施設にすすを運ぶパイプの総称である。パイプ内にはこびりつきが溜まり、粉砕処理してからおじい様と共にある棟へ運ばれる。普段は交代で清掃が行われるが、シャドーハウスのルールに違反した場合、懲罰として主人のシャドーともども『すす管送り』にされることがある。すす管の清掃はシャドーにとって最大の侮辱であり、何度もすす病を繰り返し壊れる（死亡する）生き人形も出る。
婚姻制度
シャドーハウスにおける婚姻制度。「こどもたちの棟」にいる間は申請することのみ可能。実際に結婚するためには「お呼ばれ」されて大人になる必要がある。サラは婚姻制度のことを「必ず大人になるという覚悟」の表明、と語っている。これは落ちこぼれはすぐに切り捨てられ嘲笑されるというシャドーハウスのシステム上、大人になる前に片方が処分される可能性があるためで、婚姻を申請するということはサラの言うとおりお互いに相当の覚悟や努力が必要となる。
お呼ばれ
「おじい様と共にある棟」で暮らせるようになること。シャドーハウスにおいて「お呼ばれされた」ということは「大人の仲間入りをした」ということを示す。お呼ばれは前日に星つきと本人にのみ通達される。
顔との相性や生活態度など基準を満たした者から順番に声が掛かる、とのことだが、お呼ばれされた本人も当日までお呼ばれされたことを口外することを禁じられているため、詳しいことはわかっていない。
一体化
シャドーハウスにおいて大人になるということはシャドーが生き人形の意思を乗っ取り、身体を奪うことを意味している。
「完成の箱」という緑色の箱にお呼ばれされたシャドーと生き人形が入り、その中でシャドーは繭を作って自身と生き人形を包み込み、一週間から二週間の後、一体化した一人の「完全なシャドー」として繭から出てくる。失敗した場合は生き人形とシャドー両者の命が消えてしまう。
すす
シャドーの体から発生する黒い物体。不安・怒りなどの負の感情を抱いたときに頭上から煙のように立ち上るほか、手などから生み出すこともできる。すすを多く発生させる者ほど高く評価されるが、放置されたすすは「こびりつき」になる。
これを操る力を「すす能力」という。シャドーごとに差異があり、物理的に作用するもの（物体を触れずに動かす、近距離のものを殴って破壊する等）や精神的に作用するもの（相手に忠誠心を抱かせる）がある。すす能力は覚醒者と星つき以外には極秘とされている。
シャドーが発生させたすすは館の一か所に集められて加熱加工され、「すす炭」という石炭よりも高性能な燃料になる。この「すす炭」はシャドーの館のほか、周辺の村にも下賜されていて、その煙には人間の正常な思考を鈍らせる力がある。
すすつらら
天井などにできる巨大な棘状のすす。すす量が多い者の特徴。この情報は星つき以外には伏せられている。こどもたちの棟で出来る者はほとんど居らず、出来ることが確認されているのはバーバラ、ベンジャミン、ギルバート、ケイト、ジョンのみ。部屋で回収されるすす量的にサラとダグラスも出来るのでは？と推測されている。
すす病
生き人形（人間）がすすを体内に取り込んでしまうとかかる病気。「こびりつき」に取りつかれるとなるといわれており、激しい錯乱状態に陥る。水を大量に飲むことで治療が可能。胃に寄生することで錯乱状態になることまでは分かっているが、詳しいことは不明。ジェレミは、これ以上の分析は救護班の範疇としながらも「（こびりつきが）”顔”を欲しているのかも」と推測している。
おじい様のすす入り珈琲を飲んだ場合は、シャドー家への忠誠心が強化される。こちらも水を大量に飲んですすを吐き出すことで治療できるほか、まだすすの蓄積が浅い、あるいは弱まっている状態であれば、シャドーハウスのルールを逸脱した行為を行う（生き人形が主人を殴る、「余計なこと」を考える等）ことでも正気に戻れる。
こびりつき
悪意を持ち動き出す、すすの集合体。上位版（集合体）は亡霊と呼ばれる。「生き人形」の顔に張り付くとそのまま殺してしまうこともある。
大きさは平均すると子猫ほどで、すすの密度が高いほど強靭かつ素早くなる。水をかけると退治できるが、そうすると原料のすすが「すす炭」に加工不可になるため注意が必要。叩く・蹴る・踏むなど衝撃を与えることでも退治できるが、密度が高いこびりつきは簡単には壊れない。
亡霊
こびりつきの集合体。退治する際は緊急掃除用具と呼ばれるハンマーと水を用いてこびりつきを退治する。ジェレミ曰く、実験でどんなに密度を上げても亡霊を作ることは不可能だったため、誰かのすす能力である可能性が高い、とのこと。
元々はクリストファーがこどもに掃除を徹底させるためのただの作り話だった。
おじい様のすす入り珈琲
口にした人間を多幸感で満たし、催眠状態にすることでシャドー家への激烈な忠誠心を植え付ける（一種のすす病にかかった状態にする）飲み物。短時間の記憶消去もできる上に中毒性があるが、時間経過とともに効果が薄れていくため、定期的に摂取させる必要がある。また、シャドーには効果がなく、苦い嗜好品でしかない。
ミラーハウス
60年程前にあった貴族の館。誰でも歓迎される理想の場所と呼ばれていた。
すす島
シャドーハウスがある島。貴族の持つ島で最近は島外からの観光と移住に力を入れている。すす炭の事業の成功で誰も飢えた島民が居ない、こどもは学校に無償で通えるなど、豊かな島。
恩恵の欠片
モーフの爆発的成長やシャドーの一体化を促すもの。暴走や死の危険もあるが、シャドーの体を急激に変化させるために必要不可欠。アンソニーは一体化の儀式から逃げた時に盗み、マリーローズの亡霊騒ぎやギルバートによる無能力者狩り、マーガレットのすすツタ事件で利用して暗躍していた。また、クリストファー(2代目)を復活させる為にも利用した。
ミラーファミリー
ミラーハウスを取り戻すための集団。かつてアンソニーとジェレミが所属していた。コールマインに潜伏している。真の使命は館を正統な後継者に返還すること。
【緩】と【急】
ジェレミが開発した「珈琲に乗る洗脳」を断ち切るための薬。【緩】は角砂糖型で効き目はその名の通り緩やかだが1ヶ月もあれば超期間洗脳されても元に戻る。ジェレミはこれらを被験者として研究班のメンバーに以前から飲ませて洗脳を解いていた。【急】は塩型で即効性。水を飲みまくって吐くのと近い効果をもたらす。

## 社会的評価
俳優の高杉真宙は『ダ・ヴィンチ』2020年10月号に掲載された「次にくるマンガ大賞2020」の特集にて、「次にくるマンガ」として本作を挙げた。

## 書誌情報
- ソウマトウ 『シャドーハウス』 集英社〈ヤングジャンプ・コミックス〉、既刊20巻（2025年7月17日現在）
  1. 2019年1月18日発売[25]、ISBN 978-4-08-891184-7
  2. 2019年5月17日発売[26]、ISBN 978-4-08-891266-0
  3. 2019年9月19日発売[27]、ISBN 978-4-08-891363-6
  4. 2020年2月19日発売[28]、ISBN 978-4-08-891461-9
  5. 2020年6月19日発売[29]、ISBN 978-4-08-891545-6
  6. 2020年10月16日発売[30]、ISBN 978-4-08-891713-9
  7. 2021年3月18日発売[31]、ISBN 978-4-08-891819-8
  8. 2021年6月18日発売[32]、ISBN 978-4-08-892008-5
  9. 2021年11月19日発売[33]、ISBN 978-4-08-892139-6
  10. 2022年3月18日発売[34]、ISBN 978-4-08-892246-1
  11. 2022年6月17日発売[35]、ISBN 978-4-08-892337-6
  12. 2022年10月19日発売[3]、ISBN 978-4-08-892462-5
  13. 2023年2月17日発売[36]、ISBN 978-4-08-892601-8
  14. 2023年7月19日発売[37]、ISBN 978-4-08-892771-8
  15. 2023年10月19日発売[38]、ISBN 978-4-08-892865-4
  16. 2024年2月19日発売[39]、ISBN 978-4-08-893113-5
  17. 2024年5月17日発売[40]、ISBN 978-4-08-893259-0
  18. 2024年9月19日発売[41]、ISBN 978-4-08-893377-1
  19. 2025年1月17日発売[42]、ISBN 978-4-08-893479-2
  20. 2025年7月17日発売[43]、ISBN 978-4-08-893617-8

## テレビアニメ
2021年4月から7月までTOKYO MXほかにて第1期が放送された。11話目からはアニメオリジナルで物語が進行しており、この部分のストーリーは原作者ソウマトウ直筆で、原作漫画執筆時の初期案を使用していることが本人のツイートで語られた。
第2期は2022年7月から9月までTOKYO MXほかにて放送された。

### スタッフ
- 原作 - ソウマトウ[8][9]
- 監督 - 大橋一輝[8][9]
- シリーズ構成 - 大野敏哉[8][9]
- キャラクターデザイン - 日下部智津子[8][9]、松林志穂美（第2期）[9]
- 美術設定 - 前田みつき[22][9]
- 美術監修 - 加藤浩[22][9]
- 美術監督 - 坂上裕文、後藤千尋[22][9]
- プロップデザイン - 吉田優子[22][9]
- 色彩設計 - 漆戸幸子[22][9]
- 撮影監督 - 小畑芳樹（第1期）[22]、桑原真也（第2期）[9]
- 2Dワークス - 久保田彩[22][9]
- 3D監督 - 宮地克明[22][9]、任杰（第2期）[9]
- 編集 - 新居和弘[22][9]
- 音響監督 - 小泉紀介[22][9]
- 音響制作 - HALF H・P STUDIO[22][9]
- 音楽 - 末廣健一郎[8][9]
- 音楽制作 - アニプレックス
- 音楽プロデューサー - 山内真治
- プロデューサー - 古橋宗太、川村千皓（第1期）、北澤史隆、桐永洋（第1期）、佐藤圭介、根本愛菜（第2期）、松井優子（第2期）
- アニメーションプロデューサー - 辻俊一
- 制作 - CloverWorks[8][9]
- 製作 - アニプレックス、集英社、TOKYO MX、BS朝日、WOWOW

### テーマ曲
「a hollow shadow」
末廣健一郎作曲・編曲による第1期オープニングテーマ。
「ないない」
ReoNaによる第1期エンディングテーマ。作詞はハヤシケイと毛蟹、作曲は毛蟹、編曲は小松一也。
「私の完璧な世界」
萩森英明の演奏による第1期第8話エンディングテーマ。作曲・編曲は末廣健一郎。
「シャル・ウィ・ダンス？」
ReoNaによる第2期オープニングテーマ。作詞は傘村トータ、作曲は毛蟹、編曲は小松一也。
「Masquerade」
ClariSによる第2期エンディングテーマ。メンバーのクララとカレンはアニメ主題歌としては初となる作詞も担当している。作曲は末廣健一郎。

### 各話リスト
| 話数   | サブタイトル           | 脚本     | 絵コンテ     | 演出            | 作画監督 | 総作画監督          | 初放送日       |       |       |       |       |       |       |       |       |       |       |       |       |       |       |       |       |       |
| 第1期  | 第1期                  | 第1期    | 第1期        | 第1期           | 第1期 | 第1期               | 第1期          | 第1期 | 第1期 | 第1期 | 第1期 | 第1期 | 第1期 | 第1期 | 第1期 | 第1期 | 第1期 | 第1期 | 第1期 | 第1期 | 第1期 | 第1期 | 第1期 | 第1期 |
| ------ | ---------------------- | -------- | ------------ | --------------- | --- | ------------------- | -------------- | ----- | ----- | ----- | ----- | ----- | ----- | ----- | ----- | ----- | ----- | ----- | ----- | ----- | ----- | ----- | ----- | ----- |
| 第1話  | シャドーと生き人形     | 大野敏哉 | 大橋一輝     | 大橋一輝        | 渡辺浩二 大塚八愛 吉田優子                                                                                            | 吉田優子            | 2021年 4月11日 |       |       |       |       |       |       |       |       |       |       |       |       |       |       |       |       |       |
| 第2話  | 部屋の外には           | 豊田百香 | セトウケンジ | 境隼人          | 栗原裕明 | 日下部智津子        | 4月18日        |       |       |       |       |       |       |       |       |       |       |       |       |       |       |       |       |       |
| 第3話  | すすによる病           | 大西雄二 | 佐久間貴史   | 佐久間貴史      | 藤澤俊幸 小泉初栄 有我洋美                                                                                            | 長谷川亨雄          | 4月25日        |       |       |       |       |       |       |       |       |       |       |       |       |       |       |       |       |       |
| 第4話  | 深夜の見回り           | 山崎莉乃 | 高橋順       | 高橋順          | 池田浩章 加藤里香 丸岡功治 森美幸                                                                                     | 大塚八愛            | 5月2日         |       |       |       |       |       |       |       |       |       |       |       |       |       |       |       |       |       |
| 第5話  | "お披露目"             | 大野敏哉 | 菅井嘉浩     | 菅井嘉浩        | 寺尾洋之 柳澤彼方 木村都彦                                                                                            | 吉田優子            | 5月9日         |       |       |       |       |       |       |       |       |       |       |       |       |       |       |       |       |       |
| 第6話  | 庭園迷路               | 豊田百香 | 田仲浩美     | 田仲浩美        | 渡辺浩二 藤裕子 | 長谷川亨雄          | 5月16日        |       |       |       |       |       |       |       |       |       |       |       |       |       |       |       |       |       |
| 第7話  | 不完全な地図           | 大西雄二 | 荻原健       | 荻原健          | 小丸敏之 松原栄介 | 大塚八愛            | 5月23日        |       |       |       |       |       |       |       |       |       |       |       |       |       |       |       |       |       |
| 第8話  | 手のひらの上           | 山崎莉乃 | 大嶋博之     | 佐沼ケン        | 村上史明 池田結姫 今門卓也 市川沙央里                                                                                 | 吉田優子            | 5月30日        |       |       |       |       |       |       |       |       |       |       |       |       |       |       |       |       |       |
| 第9話  | 鳥籠と花               | 大野敏哉 | 佐久間貴史   | 佐久間貴史      | 小丸敏之 小泉初栄 | 長谷川亨雄          | 6月6日         |       |       |       |       |       |       |       |       |       |       |       |       |       |       |       |       |       |
| 第10話 | 最後の一対             | 大野敏哉 | 菅井嘉浩     | 向山鶴美        | 藤澤俊幸 藤裕子 松原栄介 柳澤彼方                                                                                     | 大塚八愛            | 6月13日        |       |       |       |       |       |       |       |       |       |       |       |       |       |       |       |       |       |
| 第11話 | 黒い飲み物             | 大野敏哉 | 田仲浩美     | 鈴木勇真        | 磯野智 小堤悠香 | 吉田優子            | 6月20日        |       |       |       |       |       |       |       |       |       |       |       |       |       |       |       |       |       |
| 第12話 | おじい様と共にある棟へ | 大西雄二 | 鳥井聖美     | 境隼人          | 鳥井聖美 中野友貴 | 日下部智津子        | 6月27日        |       |       |       |       |       |       |       |       |       |       |       |       |       |       |       |       |       |
| 第13話 | シャドー家のために     | 大野敏哉 | 大橋一輝     | 大橋一輝 碇由衣 | 渡辺浩二 小丸敏之 小泉初栄 大塚八愛 吉田優子                                                                          | 長谷川亨雄          | 7月4日         |       |       |       |       |       |       |       |       |       |       |       |       |       |       |       |       |       |
| 第2期  |                        |          |              |                 | |                     |                |       |       |       |       |       |       |       |       |       |       |       |       |       |       |       |       |       |
| 第1話  | 新成人たち             | 大野敏哉 | 大橋一輝     | 碇由衣          | 小泉初栄 寺尾洋之 木村都彦                                                                                            | 吉田優子            | 2022年 7月9日  |       |       |       |       |       |       |       |       |       |       |       |       |       |       |       |       |       |
| 第2話  | 最高の“星つき”         | 豊田百香 | 青木みき     | 青木みき        | モリタユーシ 前嶋弘史 亀田朋幸 木下和栄 冨沢和雄 長嶋いなほ 吉永剛 はっとりますみ たかぎじゅん 林子皓 野馬動画        | 大塚八愛 川口千里   | 7月16日        |       |       |       |       |       |       |       |       |       |       |       |       |       |       |       |       |       |
| 第3話  | 大掃除                 | 大西雄仁 | 佐久間貴史   | 佐久間貴史      | 磯野智 小堤悠香 たかぎじゅん 前嶋弘史 小島えり 吉永剛 渡辺浩二                                                        | 長谷川亨雄          | 7月23日        |       |       |       |       |       |       |       |       |       |       |       |       |       |       |       |       |       |
| 第4話  | 犯人候補               | 山崎莉乃 | 上田慎一郎   | 上田慎一郎      | 松原栄介 渡辺浩二 | 川口千里            | 7月30日        |       |       |       |       |       |       |       |       |       |       |       |       |       |       |       |       |       |
| 第5話  | 深夜の同期会           | 豊田百香 | 高橋順       | 向山鶴美        | 田角麻奈美 藤裕子 中熊太一                                                                                            | 大塚八愛            | 8月6日         |       |       |       |       |       |       |       |       |       |       |       |       |       |       |       |       |       |
| 第6話  | 夜の空                 | 大西雄仁 | 青木みき     | コイトハン      | 吉永剛 早川ナオミ 長嶋いなほ                                                                                          | 長谷川亨雄 池田結姫 | 8月13日        |       |       |       |       |       |       |       |       |       |       |       |       |       |       |       |       |       |
| 第7話  | 個別捜査               | 山崎莉乃 | 大嶋博之     | 上田慎一郎      | 小泉初栄 松原栄介 | 川口千里            | 8月20日        |       |       |       |       |       |       |       |       |       |       |       |       |       |       |       |       |       |
| 第8話  | ローブ様の正体         | 豊田百香 | 佐久間貴史   | 向山鶴美        | 藤崎真吾 池田結姫 古徳真美                                                                                            | 大塚八愛            | 8月27日        |       |       |       |       |       |       |       |       |       |       |       |       |       |       |       |       |       |
| 第9話  | 最後の授業             | 大西雄仁 | 高橋順       | 高橋順          | 藤裕子 寺尾洋之 渡辺浩二 中熊太一                                                                                     | 長谷川亨雄          | 9月3日         |       |       |       |       |       |       |       |       |       |       |       |       |       |       |       |       |       |
| 第10話 | 仲間の価値             | 山崎莉乃 | 近橋伸隆     | 佐沼ケン        | STUDIO MASSKET 管スタジオ                                                                                             | 川口千里            | 9月10日        |       |       |       |       |       |       |       |       |       |       |       |       |       |       |       |       |       |
| 第11話 | ふたりの答え           | 大野敏哉 | 境隼人       | 境隼人          | 松林志穂美 栗原裕明                                                                                                   | 松林志穂美          | 9月17日        |       |       |       |       |       |       |       |       |       |       |       |       |       |       |       |       |       |
| 第12話 | 抗う者たち             | 大野敏哉 | 大橋一輝     | 碇由衣          | 小泉初栄 渡辺浩二 池田結姫 中熊太一 モリタユーシ 長谷川亨雄 上田次郎 松林志穂美 木村都彦 大塚八愛 今門卓也 稲垣まなみ | 吉田優子            | 9月24日        |       |       |       |       |       |       |       |       |       |       |       |       |       |       |       |       |       |

### 放送局
| 放送期間 | 放送時間                     | 放送局       | 対象地域   | 備考                                      |
| --- | ---------------------------- | ------------ | ---------- | ----------------------------------------- |
| 2021年4月11日 - 7月4日                                                                                                   | 日曜 0:30 - 0:57（土曜深夜） | TOKYO MX     | 東京都     | 製作局                                    |
| |                              | BS11         | 日本全域   | BS放送 / 『ANIME+』枠                     |
| |                              | 群馬テレビ   | 群馬県     |                                           |
| |                              | とちぎテレビ | 栃木県     |                                           |
| | 日曜 3:38 - 4:08（土曜深夜） | 毎日放送     | 近畿広域圏 | 『アニメシャワー』第4部                   |
| | 日曜 23:30 - 月曜 0:00       | BS朝日       | 日本全域   | 製作局 / BS/BS4K放送 / 『アニメA』枠      |
| 2021年4月13日 - 7月6日                                                                                                   | 火曜 21:30 - 22:00           | AT-X         | 日本全域   | CS放送 / リピート放送あり                 |
| 2021年4月15日 - 7月8日                                                                                                   | 木曜 0:30 - 1:00（水曜深夜） | WOWOW        | 日本全域   | 製作局 / BS/CS放送 / 『アニメプライム』枠 |
| 2021年4月16日 - 7月9日                                                                                                   | 金曜 1:25 - 1:55（木曜深夜） | 福島テレビ   | 福島県     |                                           |
| 2021年6月30日 - 9月22日                                                                                                  | 水曜 1:00 - 1:30（火曜深夜） | 東北放送     | 宮城県     | 『寝られなアニメ』枠                      |
| 本放送前にはTOKYO MX･BS11･群馬テレビ･とちぎテレビにて『TVアニメ「シャドーハウス」お披露目の間 #1.5』と題した特番が放送。 |                              |              |            |                                           |

| 配信開始日    | 配信時間                   | 配信サイト |
| ------------- | -------------------------- | --- |
| 2021年4月11日 | 日曜 1:00（土曜深夜） 更新 | Amazon Prime Video |
| 2021年4月13日 | 火曜 12:00 更新            | dアニメストア （本店・for Prime Video） ニコニコチャンネル GYAO! バンダイチャンネル Hulu J:COMオンデマンド TELASA ビデオマーケット music.jp ひかりTV FOD U-NEXT アニメ放題 MBS動画イズム TVer |
|               | 火曜 22:30 - 23:00         | ABEMA |
|               | 火曜 23:00 - 23:30         | ニコニコ生放送 |

| 放送期間                | 放送時間                     | 放送局       | 対象地域   | 備考                                      |
| ----------------------- | ---------------------------- | ------------ | ---------- | ----------------------------------------- |
| 2022年7月9日 - 9月24日  | 土曜 0:00 - 0:30（金曜深夜） | TOKYO MX     | 東京都     | 製作局                                    |
|                         |                              | BS11         | 日本全域   | BS放送 / 『ANIME+』枠                     |
|                         |                              | 群馬テレビ   | 群馬県     |                                           |
|                         |                              | とちぎテレビ | 栃木県     |                                           |
| 2022年7月10日 - 9月25日 | 日曜 2:08 - 2:38（土曜深夜） | 毎日放送     | 近畿広域圏 | 『アニメシャワー』第1部                   |
|                         | 日曜 23:30 - 月曜 0:00       | BS朝日       | 日本全域   | 製作局 / BS/BS4K放送 / 『アニメA』枠      |
| 2022年7月12日 - 9月27日 | 火曜 21:00 - 21:30           | AT-X         | 日本全域   | CS放送 / 字幕放送 / リピート放送あり      |
| 2022年7月14日 - 9月29日 | 木曜 0:00 - 0:30（水曜深夜） | WOWOW        | 日本全域   | 製作局 / BS/CS放送 / 『アニメプライム』枠 |
|                         | 木曜 2:25 - 2:55（水曜深夜） | 福島テレビ   | 福島県     |                                           |

| 配信開始日    | 配信時間                   | 配信サイト |
| ------------- | -------------------------- | --- |
| 2022年7月9日  | 土曜 0:30（金曜深夜） 更新 | Amazon Prime Video |
| 2022年7月11日 | 月曜 12:00 更新            | dアニメストア（本店・ニコニコ支店・for Prime Video） ひかりTV バンダイチャンネル Hulu ビデオマーケット music.jp GYAO!ストア ニコニコチャンネル U-NEXT アニメ放題 FOD GYAO! |
|               | 月曜 12:00 - 12:30         | ABEMA |
|               | 月曜 22:30 - 23:00         | ニコニコ生放送 |
| 2022年7月12日 | 火曜 0:00（月曜深夜） 更新 | TELASA J:COMオンデマンド メガパック auスマートパスプレミアム milplus 見放題パックプライム                                                                                  |
| 2022年7月15日 | 木曜 0:30（水曜深夜） 更新 | WOWOWオンデマンド |

| TOKYO MX 日曜0:30 - 0:57（MXのアニメ）                                  | TOKYO MX 日曜0:30 - 0:57（MXのアニメ）          | TOKYO MX 日曜0:30 - 0:57（MXのアニメ）                               |
| 前番組                                                                  | 番組名                                          | 次番組                                                               |
| ----------------------------------------------------------------------- | ----------------------------------------------- | -------------------------------------------------------------------- |
| ホリミヤ ※0:30 - 1:00 （2021年1月10日 - 4月4日）                        | シャドーハウス （4月11日 - 7月4日）             | あの日見た花の名前を僕達はまだ知らない。 （7月18日 - 9月26日、旧作） |
| TOKYO MX 土曜0:00 - 30（MXのアニメ）                                    |                                                 |                                                                      |
| かぐや様は告らせたい-ウルトラロマンティック- （2022年4月9日 - 6月25日） | シャドーハウス 2nd season （7月9日 - 9月24日）  | TV放送版「羅小黒戦記 ぼくが選ぶ未来」 （10月8日 - 11月5日）          |
| BS朝日 日曜23:30 - 0:00（アニメA）                                      |                                                 |                                                                      |
| からくりサーカス （2020年11月15日 - 2021年4月4日、旧作）                | シャドーハウス （4月11日 - 7月4日）             | ワールドトリガー (2ndシーズン) （7月11日 - 10月24日）                |
| BS朝日 日曜23:30 - 0:00（アニメA）                                      |                                                 |                                                                      |
| Free!-Dive to the Future- （2022年5月15日 - 7月3日、旧作）              | シャドーハウス 2nd season （7月10日 - 9月25日） | 4人はそれぞれウソをつく （10月16日 - ）                              |

### BD / DVD
| 巻 | 発売日         | 収録話          | 規格品番      | 規格品番      |
| 巻 | 発売日         | 収録話          | BD限定版      | DVD限定版     |
| -- | -------------- | --------------- | ------------- | ------------- |
| 1  | 2021年6月23日  | 第1話 - 第2話   | ANZX-13251/2  | ANZB-13251/2  |
| 2  | 2021年7月28日  | 第3話 - 第4話   | ANZX-13253/4  | ANZB-13253/4  |
| 3  | 2021年8月25日  | 第5話 - 第6話   | ANZX-13255/6  | ANZB-13255/6  |
| 4  | 2021年9月29日  | 第7話 - 第8話   | ANZX-13257/8  | ANZB-13257/8  |
| 5  | 2021年10月27日 | 第9話 - 第10話  | ANZX-13259/60 | ANZB-13259/60 |
| 6  | 2021年11月24日 | 第11話 - 第13話 | ANZX-13261/2  | ANZB-13261/2  |

| 巻 | 発売日         | 収録話          | 規格品番      | 規格品番      |
| 巻 | 発売日         | 収録話          | BD限定版      | DVD限定版     |
| -- | -------------- | --------------- | ------------- | ------------- |
| 1  | 2022年9月28日  | 第1話 - 第2話   | ANZX-16261/2  | ANZB-16261/2  |
| 2  | 2022年10月26日 | 第3話 - 第4話   | ANZX-16263/4  | ANZB-16263/4  |
| 3  | 2022年11月23日 | 第5話 - 第6話   | ANZX-16265/6  | ANZB-16265/6  |
| 4  | 2022年12月21日 | 第7話 - 第8話   | ANZX-16267/8  | ANZB-16267/8  |
| 5  | 2023年1月25日  | 第9話 - 第10話  | ANZX-16269/70 | ANZB-16269/70 |
| 6  | 2023年2月22日  | 第11話 - 第12話 | ANZX-162671/2 | ANZB-162671/2 |